# C. Lorenz
Die C. Lorenz AG war ein deutscher Hersteller von Elektrotechnik. In der Gründerzeit lag der Schwerpunkt zunächst im Bereich Telegrafie und Signalanlagen für die Eisenbahn, bald kamen Fernschreiber und Telefon hinzu. Mit zahlreichen Entwicklungen für die „drahtlose Telegraphie“ entwickelte sich C. Lorenz zum Pionier der Funktechnik. Neben dem Bau der ersten Rundfunksender für den Hörfunk in Deutschland war C. Lorenz bis zum Beginn des Zweiten Weltkriegs der weltweit führende Lieferant im Bereich funkgestützter Flugnavigations- und Landesysteme für Flughäfen und Flugzeughersteller. Nach Kriegsende war das Unternehmen vor allem für seine Unterhaltungselektronik-Marke „Schaub-Lorenz“ mit Radio- und Fernsehgeräten bekannt – die sogenannte „Braune Ware“.
Das 1880 von Carl Lorenz in Berlin-Kreuzberg als Telegraphen-Bauanstalt und mechanische Werkstatt C. Lorenz gegründete Unternehmen wurde 1906 in eine Aktiengesellschaft umgewandelt und verlegte 1917 seinen Hauptsitz in die eigenständige Landgemeinde Tempelhof, die ab 1920 zu Groß-Berlin gehörte. In den 1920er Jahren übernahm der niederländische Philips-Konzern die Aktienmehrheit und verstrickte C. Lorenz in einen Rechtsstreit mit dem deutschen Marktführer Telefunken, der erst 1930 nach dem Verkauf sämtlicher Anteile an den US-amerikanischen Mischkonzern International Telephone and Telegraph Co. (ITT) endete. Nach dem Zweiten Weltkrieg verlegte die ITT den Sitz ihrer deutschen Töchter nach Stuttgart-Zuffenhausen und ließ sie nach und nach miteinander verschmelzen. Im letzten Schritt fusionierten im April 1958 die C. Lorenz AG und Standard Elektrik AG zur Standard Elektrik Lorenz AG (SEL), die in den 1960er und 1970er Jahren zu den zehn größten Unternehmen der Bundesrepublik zählte. Ende der 1980er Jahre folgte ein wirtschaftlicher Niedergang mit Abspaltung und Verkauf der meisten Bereiche. Der verbliebene, vor allem auf Forschung und Entwicklung konzentrierte Nachfolgebetrieb, gehört seit 2016 zum finnischen Nokia-Konzern.
Erfolg mit eigenen Entwicklungen hatte die C. Lorenz AG vor allem auf dem Gebiet der Funktechnik. Wesentlich stärker war sie aber darin, vorhandene Prototypen und Modelle entweder als Lizenzbau selbst herzustellen oder durch Zukauf zu übernehmen. Diese wurden oft weiterentwickelt und durch fortschrittlich organisierte Massenproduktion für breite Käuferschichten erschwinglich gemacht. Im Interesse hoher Stückzahlen war das Unternehmen stets um Staatsaufträge bemüht und wurde in beiden Weltkriegen schnell zum Rüstungsbetrieb, was nach dem Kriegsende 1918 und auch 1945 große Schwierigkeiten bereitete, wieder auf zivile Produkte umzustellen.

## Geschichte

### Telegraphen-Bauanstalt
Am 1. Juli 1880 gründete der Ingenieur Carl Lorenz mit seinem Gehilfen Fritz Schlachte in Berlin-Kreuzberg eine mechanische Werkstatt, die Morse-Apparate und elektromechanische Geräte produzierte. Im Berliner Adressbuch 1881 wird er als Inhaber einer Telegraphen-Bauanstalt und mechanischen Werkstatt in der Oranienstraße 50 aufgeführt. Die ersten Aufträge erhielt er von der privaten Berlin-Görlitzer Eisenbahn-Gesellschaft, die ihre Strecke nach Görlitz im Jahr 1867 für den Verkehr eröffnet hatte. Carls jüngerer Bruder Alfred stieß zum frisch gegründeten Unternehmen hinzu und wurde Werkstattmeister, als die Mitarbeiterzahl und Betriebsgröße entsprechend angewachsen war.

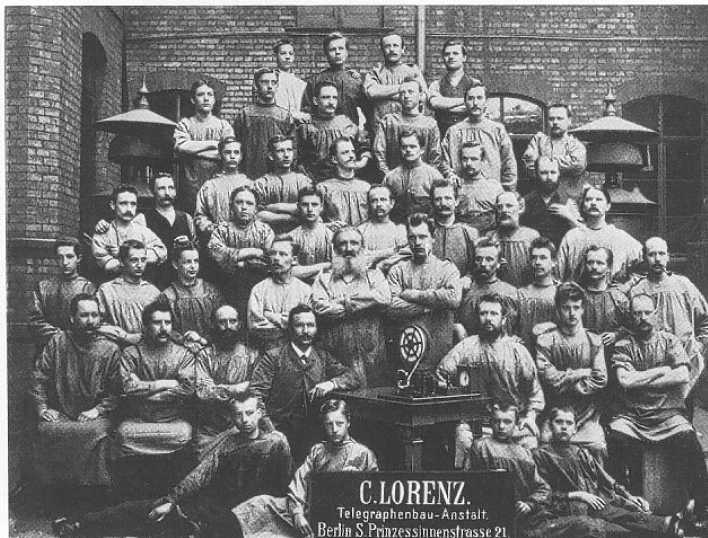
C. Lorenz Telegraphenbau-Anstalt, Prinzessinnenstr. 21 (heute Berlin-Kreuzberg), um 1883

Im Oktober 1883 zog das Unternehmen in die Prinzessinnenstraße 21 um, verlor aber in der Nacht vom 3. auf den 4. Dezember 1883 sowohl das Gebäude als auch die Maschinen bei einem Brand, den die Berliner Feuerwehr wegen eingefrorener Schläuche nicht unter Kontrolle bekommen konnte. Drei Wochen später wurde der Betrieb mit teilweise renovierten und neuen Maschinen in der Prinzenstraße 35 wieder aufgenommen. Im Oktober 1885 zog der Betrieb in die Prinzessinnenstraße 21 zurück. Dort war zwischenzeitlich ein vierstöckiges Quergebäude errichtet worden, dessen 3. und 4. Etage Carl Lorenz vollständig in Anspruch nahm und bei dieser Gelegenheit auch erstmals mit Dampf betriebene Maschinen für die künftige Produktion montieren ließ.
Am 20. Dezember 1889 starb Carl Lorenz und stellvertretend für die Witwe nebst Kindern führte sein Bruder Alfred vorübergehend die Firma. Noch im gleichen Jahr einigte sich der Kaufmann Robert Held mit der Witwe, das Unternehmen mit zuletzt rund 20 Arbeitern, für 50.000 Mark vollständig zu übernehmen. Der in der Eisenbahntelegraphenwerkstatt am Görlitzer Bahnhof beschäftigte Telegrapheninspektor Hermann Hattemer brachte zahlreiche Ideen für die Weiterentwicklung der von C. Lorenz gebauten Streckenläutwerke ein, die in Fachzeitschriften und Fachbüchern bald als fortschrittlich gewürdigt wurden. Auf der Internationalen Elektrotechnischen Ausstellung 1891 in Frankfurt am Main stellte das Unternehmen seine Produkte in großer Öffentlichkeit aus und nach drei Jahren hatte sich der Betrieb auf drei Stockwerke ausgedehnt sowie die Zahl seiner Arbeiter verfünffacht.
1893 übernahm Held von Carl Friedrich Lewert (* 1808) oder dessen Erben die Telegraphen-Bauanstalt C. F. Lewert am Luisenufer 11. Deren Vorläufer war schon im Jahr 1800 vom Mechaniker David Friedrich Lewert (1779–1863) gegründet worden und hatte ab 1851 die ersten deutschen Morse-Telegraphen in Preußen verbreitet. Der Betrieb mit etwa 30 Arbeitern war Auftragnehmer der Reichspost für den Bau von Telefonapparaten.
Als Robert Held davon hörte, der russische Finanzminister Sergei Juljewitsch Witte habe seinen Behörden nahegelegt, ihre Aufträge an Unternehmen im eigenen Land zu erteilen, richtete er eine Zweigniederlassung in St. Petersburg ein. Im Jahr zuvor hatte C. Lorenz bereits mehrere hundert Morsegeräte an das Zarenreich geliefert und der Ausbau des dortigen Eisenbahnnetzes ließ ein starkes Wachstum des Geschäfts erwarten. Die Leitung der gleich mit 30 Arbeitern eröffneten Werkstatt übernahm der Mitarbeiter Trepplin. Um mit der erfolgreichen Geschäftsentwicklung Schritt zu halten, zog die Werkstatt im Jahr 1904 in ein eigenes Fabrikgebäude.

### C. Lorenz A.G. bis 1920

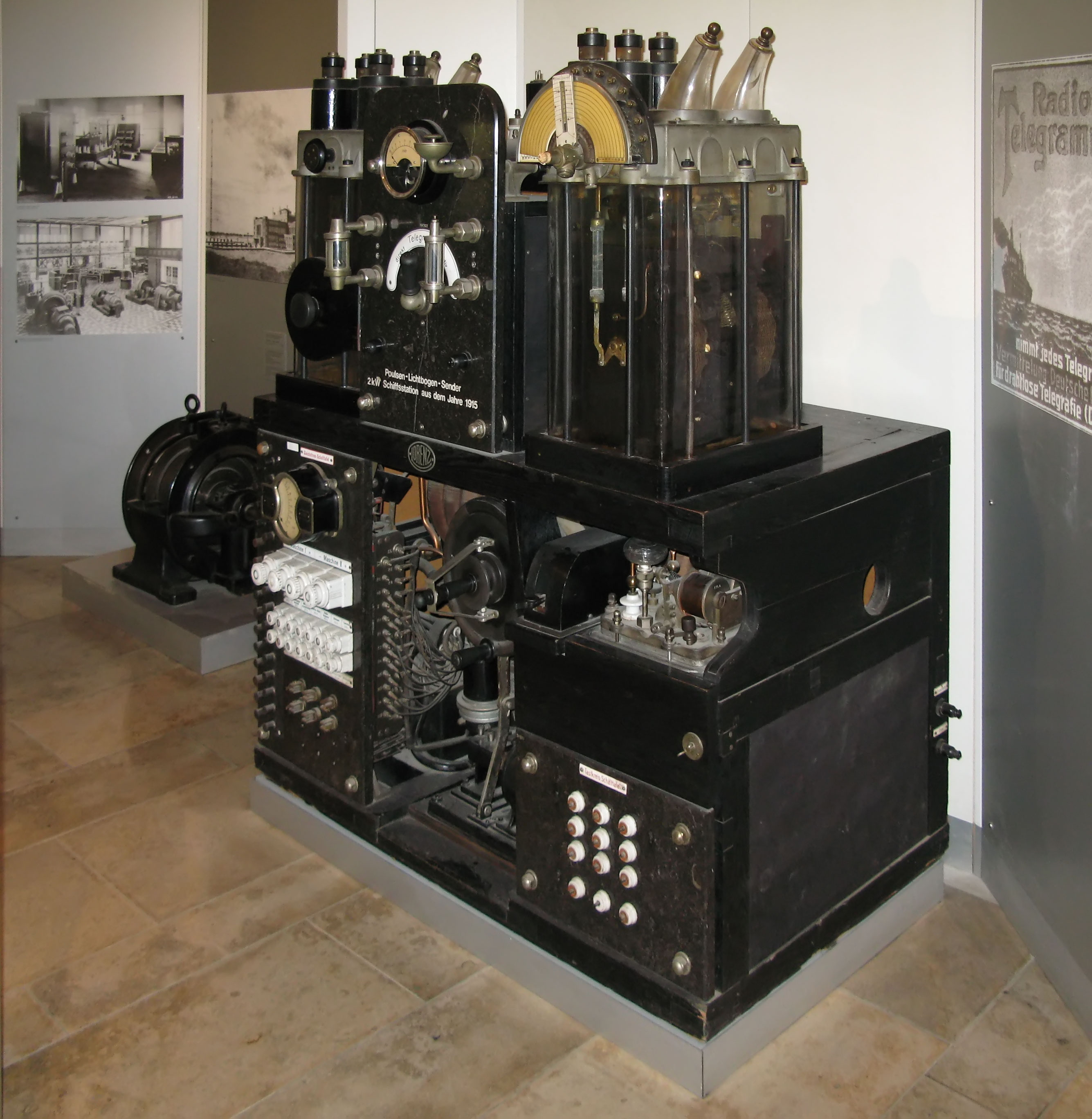
Poulsen-Lichtbogen-Sender von C. Lorenz, 2-kW-Schiffsstation von 1915 (im Deutschen Museum, München)

Nachdem der Hauptbetrieb in Berlin mehrmals den Standort gewechselt hatte und zuletzt Räume am Elisabethufer (heute: Leuschnerdamm/Erkelenzdamm) gemietet hatte, wurden größere Geldmittel erforderlich, um den weiteren Ausbau der Fertigung zu finanzieren. Die Firma wurde daher im Jahr 1906 aus Privatbesitz in die C. Lorenz A.G. mit einem Kapital von 1,4 Mio. Mark umgewandelt.
In der Stellwerktechnik war C. Lorenz führend. Auf dem Gebiet der drahtlosen Telegrafie jedoch hatte Anfang des 20. Jahrhunderts Telefunken die Nase vorn und die meisten Patente inne. Die Reichsregierung legte Wert auf verteilte Produktion und stärkte die Position des viel kleineren C. Lorenz-Unternehmens. 1906 gelang es, eine Lizenz zur Nutzung der Patente des dänischen Ingenieurs Valdemar Poulsen, zu kaufen.
Poulsen hatte 1903 bzw. 1904 zwei Patente auf seine „Poulsen-Lampe“ erhalten. Bei Experimenten mit einer Versuchsanordnung, wie sie bereits William Duddell für den „singenden Lichtbogen“ (engl. „Singing Arc Lamp“) verwendet hatte, war es Poulsen gelungen, eine Sendeanlage für ungedämpfte hochfrequente Schwingungen mit hoher Energie und Reichweite zu konstruieren. Er konnte mit Hilfe seines Lichtbogensenders im Jahr 1904 die „drahtloses Telefonie“ zwischen Lyngby und Kopenhagen über eine Strecke von 15 km und zwei Jahre später von Lyngby bis Esbjerg über 270 km erfolgreich demonstrieren. Poulsens Firma in London, die Amalgamated Radio Telegraph Company Ltd., hatte ihr Betriebskapital im Testbetrieb vollständig verbraucht und war bankrott, noch ehe sie den ersten Kunden gewinnen konnte.
1906 stellte C. Lorenz der Verkehrstechnischen Prüfungskommission und Vertretern des deutschen Militärs zwei Karren mit Lichtbogengeneratoren vor, die auf den Poulsen-Patenten beruhten und drahtlose Informationsübertragung ermöglichten. Die Militärs zeigten sich, vermutlich unter dem positiven Eindruck von Vorführungen bei Telefunken, wenig beeindruckt und machten Witze über den Poulsen-Lichtbogen. Darauf brach der Chef, Robert Held, die Vorführung ab und schrieb eine Beschwerde an die Nachrichtenabteilung des Reichsmilitärministeriums. Laut dem Funkpionier Eugen Nesper, der damals bei der Firma arbeitete, führte das zu personellen Missstimmungen, die bis in den Ersten Weltkrieg hinein wirkten und der Konkurrenz Vorteile verschaffte. Erst der General Erich Ludendorff, so Nesper, beendete den Streit.
1908 demonstrierte C. Lorenz einen weiterentwickelten, ab diesem Zeitpunkt auch als „Poulsen-Lorenz“ bezeichneten Lichtbogensender auf der Berlin und 1909 zwischen Lyngby und Berlin über 370 km Entfernung. Darauf folgten Bauaufträge durch die Kaiserliche Marine und das Deutsche Heer.
1908 beauftragte Robert Held die Bauunternehmung Held & Francke, die von seinem Bruder Otto Held geleitet wurde, nordöstlich von Berlin am Finowkanal die Versuchsfunkstelle Eberswalde zu errichten, wo die C. Lorenz mit Sprach- und Musikübertragung über Lichtbogensender und bald auch mit Hochfrequenz-Maschinensendern experimentierte. Die verwendeten Hochfrequenzmaschinen gingen auf die Erfindung des Hochschullehrers Rudolf Goldschmidt zurück. Dieser wollte sie ursprünglich der 1903 von Siemens & Halske und der AEG gemeinsam gegründeten Gesellschaft für drahtlose Telegraphie m.b.H., System Telefunken anbieten, die aber keinerlei Interesse zeigte. Das Reichsmarineamt vermittelte ihn schließlich an Lorenz. Im Jahr 1908 stellte er die Ergebnisse seiner Versuche in Darmstadt bei Generaldirektor Robert Held persönlich vor. Held erwarb daraufhin die Patente und beteiligte sich an der Hochfrequenzmaschinen-Aktiengesellschaft für drahtlose Telegraphie (HOMAG). Die anschließend gemeinsam errichteten Versuchsstationen, Überseesender Eilvese bei Hannover und Tuckerton (New Jersey, USA), konnten bei firmeninternen Experimenten die Durchführbarkeit von Sprachübertragungen über eine Distanz von 6500 Kilometern beweisen und ermöglichten am 20. Juni 1914, allerdings nur funktelegrafisch, einen direkten Austausch von Grußbotschaften zwischen Kaiser Wilhelm II. und dem US-Präsidenten Woodrow Wilson.
Zahlreiche Mitarbeiter der ab 1906 unter Leitung von Walter Hahnemann aufgebauten neuen Abteilung Drahtlose Technik, wie Hans Rein, Leo Pungs, Otto Scheller oder Eugen Nesper, gelten heute als Pioniere der Funk- und vor allem Hochfrequenztechnik.

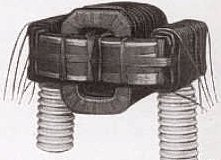
Pungs-Drossel

Ein wichtiger technischer Durchbruch gelang mit der Pungs-Drossel. Zur Modulation des Sendesignals mit Sprachschwingungen war es bis dahin üblich, einfach eine Mehrzahl von Mikrofonen direkt in den Antennenkreis zu schalten. Mit den bei Steigerung der Sendeleistung immer größer werdenden Stromstärken, verklebten jedoch die Körner der Kohlemikrofone, so dass man sich gezwungen sah, Klopf- oder Drehvorrichtungen zu installieren und die Geräte fortwährend zu schütteln. Für den Sprecher bestand außerdem Gefahr, sich an den vom Antennenstom durchflossenen Geräten den Mund zu verbrennen. Leo Pungs schaltete eine Eisendrossel in die Antenne, deren Verlustwiderstand sich in Abhängigkeit von der Vormagnetisierung änderte. Die Magnetisierung konnte durch das Sprachsignal gesteuert und somit die Sprache über die Drossel dem Sender aufmoduliert werden. Die Verwendung der Poulsen-Sender blieb aber vorerst auf militärisches Gebiet beschränkt. Mit ständig zunehmender Zahl an Lieferungen von Funkstationen für das Deutsche Heer und die Schiffe der Kaiserlichen Marine wuchs C. Lorenz bis zum Beginn des Ersten Weltkriegs auf eine Belegschaft von etwa 3000 Mitarbeitern an.

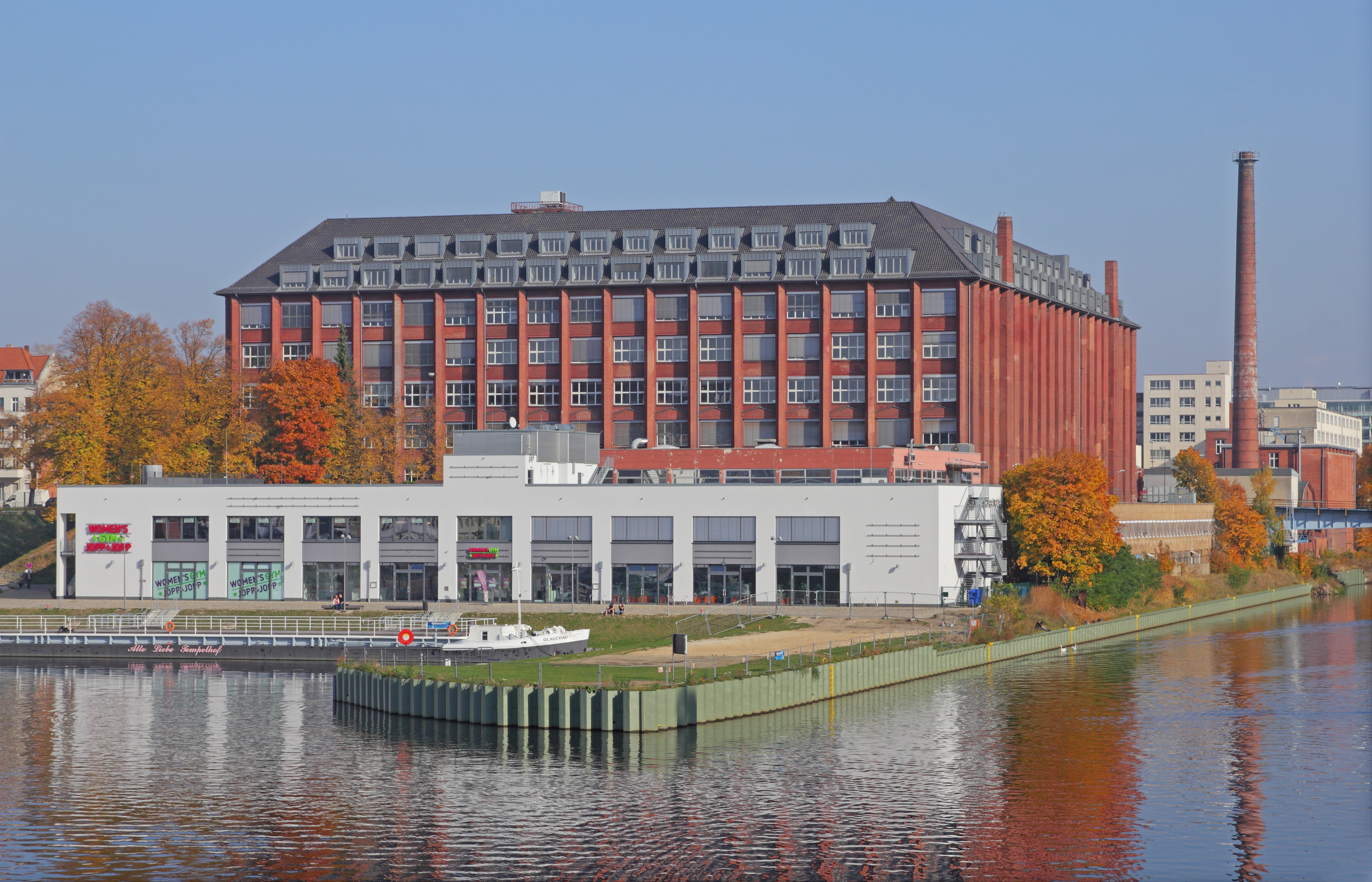
Firmensitz in Berlin-Tempelhof ab 1917, Lorenzweg am Teltowkanal, heute Industriedenkmal (Foto 2012)

Um auch den Bereich der kabelgestützten Geräte zu vergrößern, der seit 1910 verstärkt mit eigenen Konstruktionen für Fernsprecher und Privat-Nebenstellen-Technik aufgetreten war, übernahm Lorenz im Jahr 1915 die W. Gurlt Telephon- und Telegraphenwerke GmbH in Berlin. Wie schon bei Übernahme von C. F. Lewert, durch die Robert Held an Lieferverträge mit der Reichspost gekommen war, sicherte er seinem Unternehmen auch bei diesem Kauf den Zugang zu Staatsaufträgen. Schon 1853, noch im Jahr der Gründung durch den Mechaniker Wilhelm Gurlt, war die W. Gurlt Telegraphen-Bauanstalt zur Lieferung für die Königlich Preußische Telegraphendirektion zugelassen. Ab 1879 wurde sie Auftragnehmer der Heeresverwaltung für Militär-Telegrafie und war auch in die Entwicklung spezieller Apparatetypen für Festungen und Truppen eingebunden. Am Vorabend des Ersten Weltkriegs waren entsprechend große Lieferungen für die Mobilmachung zu leisten.
1917 bezog die C. Lorenz AG ihren neuen Sitz in der damals noch selbstständigen Landgemeinde Tempelhof bei Berlin, wo durch Held & Francke nach Plänen des Architekten Karl Stodieck an der Ostseite des Hafenbeckens ein neues Fabrikgebäude gebaut worden war.  Die Produktion dort umfasste Telegraphen- und Telefonapparate für Post, Eisenbahn, Schiffe, Fabriken und Gruben, Signaleinrichtungen aller Art, Stationen für drahtlose Telegraphie und Telefonie, Rohrpostanlagen, Feuermeldeanlagen, Beleuchtungs- und Zündapparate für Kraftfahrzeuge.
Nach dem Kriegsende musste die Fertigung auf zivile Erzeugnisse umgestellt werden. Der vollständige Wegfall von Heereslieferungen, die einen sehr hohen Anteil an der Gesamtproduktion ausgemacht hatten, war für das Unternehmen schwer zu verkraften. Die Unternehmensführung stand zudem unter strenger Kontrolle der Aufsichtsorgane der Siegerstaaten. Auf der Suche nach einem neuen Anwendungsgebiet für die „Lorenz-Poulsen-Sender“ strahlte die firmeneigene Funkstelle Eberswalde ab 1919 versuchsweise die ersten Hörfunksendungen aus.

### C. Lorenz A.G. und Lorenz-Radio-Vertriebsgesellschaft m.b.H.

#### Fernschreiber

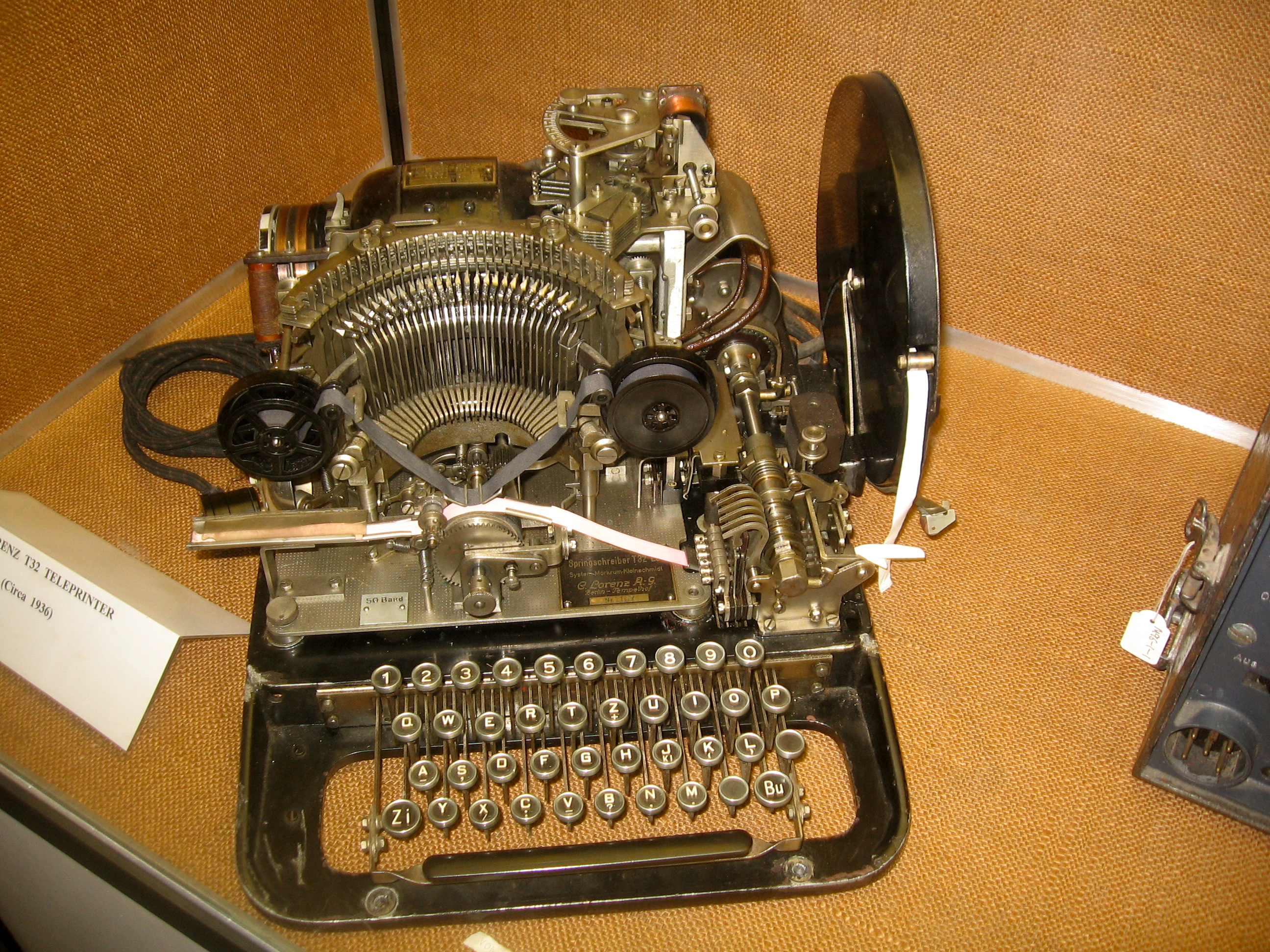
„Springschreiber T32 Lo“ (Computermuseum Bletchley Park)

Obwohl die Telegrafie seit den Anfängen des Unternehmens zum festen Kernbereich zählte und man zuletzt noch den „Schritt-Alphabet-Fernschreiber“ eingeführt hatte, war die Entwicklung durch ungünstige gesetzliche Rahmenbedingungen in technischen Rückstand geraten. Während die Vereinigten Staaten auf Beschränkungen verzichteten und eine starke Nachfrage von Privatkunden die Entwicklung des Fernschreibers vorantrieb, war in Europa und vor allem im Geltungsbereich des strengen deutschen Postmonopols ein Betrieb außerhalb der Amtsstuben verboten. Im Jahr 1924 erwarb Robert Held eine Lizenz zur Nutzung der Patente und Produktionsrechte für den zu dieser Zeit wohl fortschrittlichsten Typendrucktelegraphen „Modell 14“ von Morkrum-Kleinschmidt, der späteren Teletype Corporation in Chicago. Um für seine „Springschreiber“ genannten Nachbauten mit der Reichspost ins Geschäft zu kommen, installierte C. Lorenz die ersten aus den USA importierten Geräte in Postämter mehrerer deutscher Städte. Aber solange die Technik nicht direkt bei Unternehmen installiert werden konnte, sondern für jede Nachricht immer der Weg aufs Postamt notwendig war, brachte die Verwendung der neuen Technik kaum Vorteile. Die große Mehrheit an Sendungen wurde weiterhin per Schnelltelegrafie übertragen. Als sich eine Lockerung der Gesetze abzeichnete, sah sich Siemens & Halske gezwungen, mit der C. Lorenz über die Morkrum-Kleinschmidt-Patente zu verhandeln. Als keine Einigung zu erzielen war, blieb dem Konkurrenten letztlich keine andere Wahl, als auf die patentgeschützte Mechanik zu verzichten. Daraufhin entwickelte Siemens & Halske einen relaisgesteuerten Fernschreiber und stellte den „Ttyp 25“ im Jahr 1927 als erstes Modell mit dieser Technik vor.

#### Beginn des Hörfunks
In den 1920er Jahren beteiligte sich die C. Lorenz AG intensiv an der weiteren Entwicklung um die Erfindung des Radios und war neben der dominierenden Telefunken-Gesellschaft der wichtigste Lieferant von Technik für den Aufbau des Rundfunks im Deutschen Reich. Nach ersten erfolgreichen Testübertragungen von der Funkstelle in Eberswalde wurden im dortigen Versuchsbetrieb, aber auch im Stammwerk Berlin-Tempelhof die ersten Rundfunkgeräte konstruiert. Aus den Versuchssendungen entwickelte sich bald ein programmartiger Hörfunk aus Sprache und Musik, der regelmäßig als Konzert „An alle“ ausgestrahlt wurde. Der Experimentalcharakter blieb aber im Vordergrund. Als „Geburtsstunde des deutschen Rundfunks“ wird daher meist das von Reichspostbeamten am 22. Dezember 1920 vom Sender Königs Wusterhausen auf dem Funkerberg übertragene Weihnachtskonzert angesehen, wobei es ein „Weihnachtskonzert für Schwarzhörer“ gewesen ist. So wie bei den Sendungen aus Eberswalde war durch das staatliche Monopol nur die Reichspost zum Betrieb geeigneter Funkempfänger berechtigt. Am 8. Juni 1921 übertrug C. Lorenz ebenfalls vom Sender in Königs Wusterhausen eine Aufführung von Madama Butterfly aus der Staatsoper Berlin.
Ab April 1920 wurde in mehreren deutschen Städten ein „Rundspruchdienst“ mit Wirtschaftsfunk, Sport-, Wetter- und Zeitsignaldienst eingerichtet. C. Lorenz lieferte dafür den „Presseempfänger“, ein Audion mit Rückkopplung. Das Gerät wurde von Postbeamten auf die richtige Wellenlänge grob abgestimmt und dann verplombt. Der Nachrichtenbezieher konnte den Empfang nur noch in einem eng begrenzen Rahmen feinabstimmen oder zwischen den Betriebsarten Telegrafie und Telefonie umschalten. Während in den Vereinigten Staaten der erste private Radiosender in Pittsburgh bereits im November 1920 den Betrieb aufnahm, startete die Funk-Stunde Berlin als erster deutscher Hörfunksender den Sendebetrieb erst am 29. Oktober 1923 mit einer Übertragung aus dem Vox-Haus in Berlin. Hans Bredow, der spätere Vorsitzende der Reichs-Rundfunk-Gesellschaft (RRG), hatte als Staatssekretär im Reichspostministerium im September 1923 die Freigabe des Unterhaltungsrundfunks angekündigt. Am 24. Oktober 1923, nur wenige Tage vor Sendebeginn, waren durch „Verfügung 815“ die ersten Genehmigungen zur Ausstrahlung und für den Empfang von „Unterhaltungsrundfunk“ gegen Gebühr erhältlich. Die Gebühren für die Genehmigungsurkunde als Hörer waren aber verhältnismäßig teuer, so dass Ende 1923 erst 467 Rundfunkhörer offiziell angemeldet waren. Es wird geschätzt, dass die Zahl der Radiobastler und Schwarzhörer zur gleichen Zeit schon um die 10.000 lag.

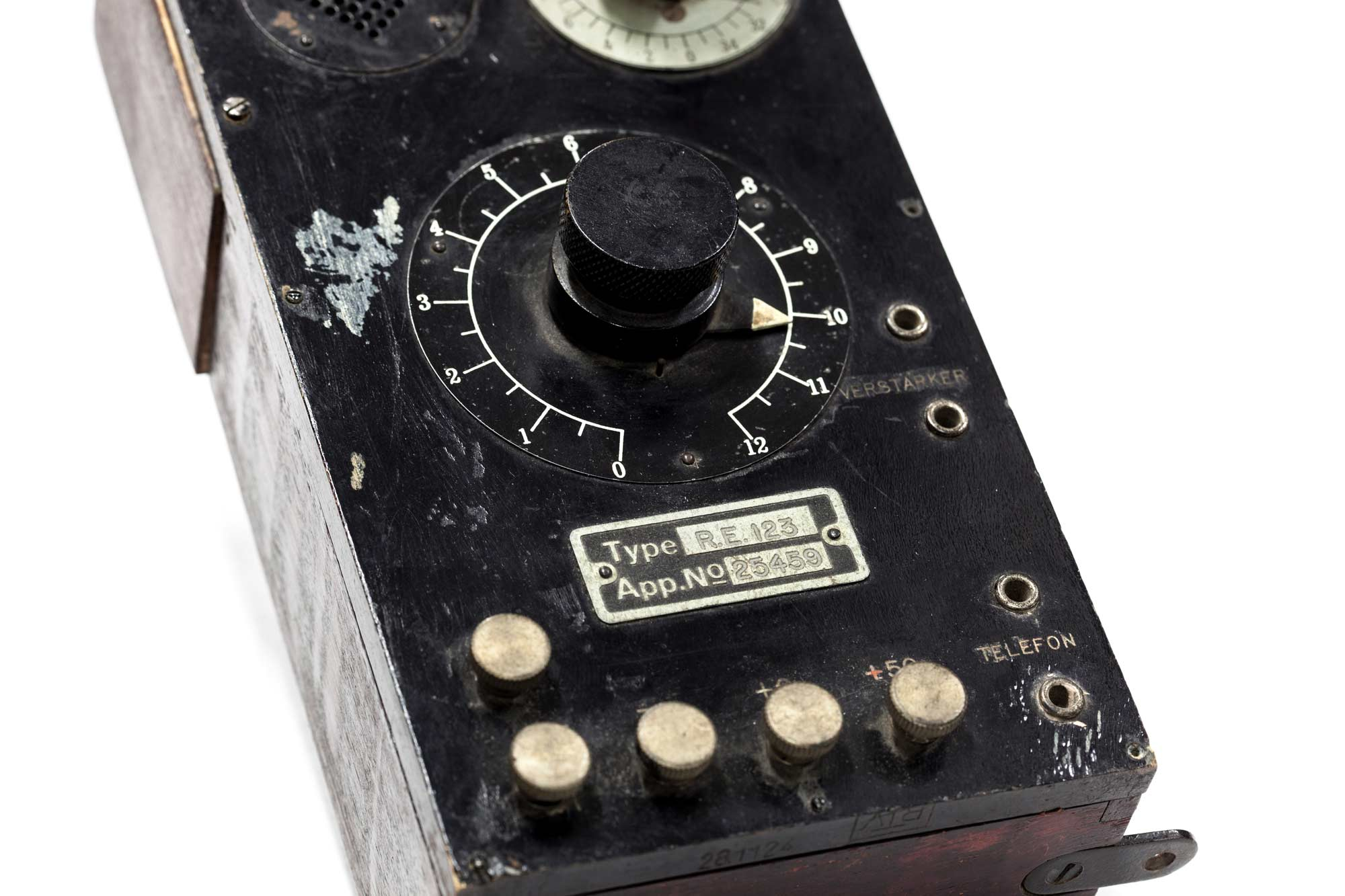
Audion RE123, Teil eines „Liebhaber-Empfängers“ (ab 1923)

C. Lorenz baute Großsender für die sehr schnell auch in anderen Städten entstehenden Rundfunkanstalten. Als seinen ersten für private Hörer erhältlichen Empfänger präsentierte Lorenz zum Preis von 250 Rentenmark den „Liebhaber-Empfänger“, umgangssprachlich auch „Sprottenkiste“ genannt. Es handelte sich um ein Audion, dessen Abstimmung mit einem beweglichen Kurzschlusszylinder erfolgte, wobei der innere Spulenraum zur Erhöhung der Induktivität mit fein unterteiltem Eisenpulver versehen war. Als Zubehör für den in einem Holzschrank gelieferten Empfänger waren kurz nach seiner erfolgreichen Einführung in gleicher Bauart ein Zweiröhren-NF-Verstärker und ein Vorkreis erhältlich. Zusammen bildeten die Geräte einen „D-Zug“. Im Jahr 1924 folgten zwei Detektorempfänger. Neben den Mitarbeitern nahmen an den Sende- und Empfangsversuchen in Eberswalde bald auch ganz offiziell Funkamateure teil, nachdem ab 24. Mai 1924 die sogenannte Audionversuchserlaubnis den Bau einfacher Empfangsgeräte für Privatpersonen oder Vereine als Ausnahme vom staatlichen Fernmeldemonopol gestattete.
Im Dezember 1924 starb der langjährige Unternehmenslenker Robert Held im Alter von 62 Jahren und sein Stiefsohn Georg Wolf wurde Generaldirektor. Unter seiner Leitung gründete C. Lorenz zwei Jahre später die Lorenz-Radio-Vertriebsgesellschaft m.b.H.

#### Patentstreit mit Telefunken
Hans Bredow als Technischem Direktor der 1903 gegründeten Gesellschaft für drahtlose Telegraphie m.b.H., System Telefunken gelang es, mit Einführung des Löschfunkensenders ab dem Jahr 1908 das zuvor weltweite Monopol für den Seefunkverkehr der britischen Marconi’s Wireless Telegraph Company zu brechen. Sein Argument, er habe für die Freiheit des Weltfunkverkehrs im Allgemeinwohl gehandelt, war aber nicht haltbar. Telefunken gab sich alle Mühe, das Marconi-Monopol in ein Duopol Telefunken/Marconi zu verwandeln und die Konkurrenz weitgehend vom Markt auszuschließen. Dabei beschränkte sie sich nicht nur auf den Seefunk. Internationale Verträge, die kurz nach Ende des Ersten Weltkriegs nochmal erneuert worden waren, teilten die Nutzung von Marconi-Patentrechten auf vier „Weltgesellschaften“ auf: Marconi’s Wireless Telegraph Co. im Vereinigten Königreich, Compagnie générale de la télégraphie sans fil in Frankreich, Radio Corporation of America (RCA) in den Vereinigten Staaten und Telefunken im Deutschen Reich. Auf diesem Grundstock sammelten sich fast alle weiteren für den Funk wichtigen Patente an, so dass der Bau von Rundfunkempfängern ohne Zugriff auf Telefunken-Patente in Deutschland praktisch nicht möglich war.

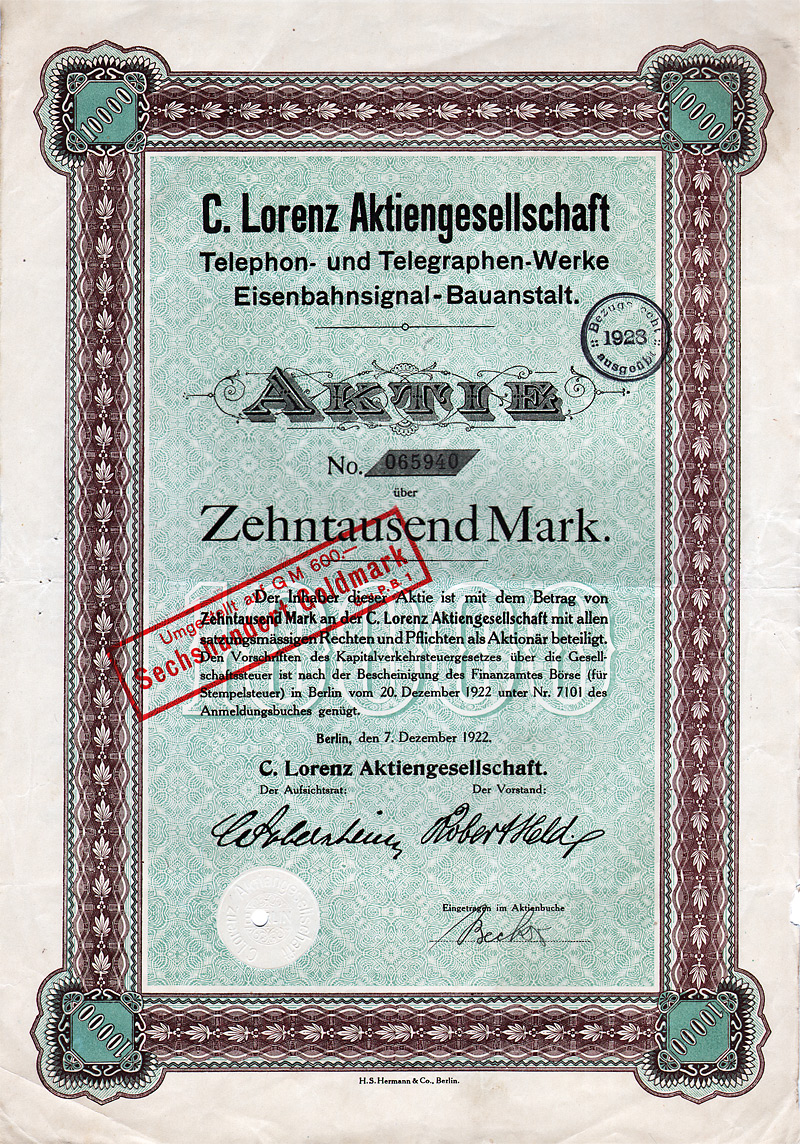
Aktie über 10000 Mark der C. Lorenz AG vom 7. Dezember 1922

Telefunken bot im Oktober 1922 der C. Lorenz AG sowie der Dr. Erich F. Huth, Gesellschaft für Funkentelegrafie m.b.H. an, diese mit in die Patentverträge einzubeziehen. Beim Unternehmen Huth in Berlin-Schöneberg handelte es sich um einen Konkurrenten auf dem Markt für Radios (Röhrenempfänger) und Sendeanlagen. Die drei Unternehmen gründeten gemeinsam die Rundfunk GmbH und wollten in gegenseitiger Lizenzierung die Herstellung und den Verkauf von Radiogeräten im Deutschland der „Goldenen 1920er Jahre“ nach festen Quoten unter sich aufteilen. Die Verhandlungen mit dem Reichspostministerium zogen sich aber hin. Siehe auch: Geschichte des Hörfunks
Zahlreiche Elektrohersteller schlossen sich am 11. April 1923 im Verband der Radio-Industrie e. V. zusammen, um gemeinsam gegen das Monopol vorzugehen. Zahlreiche Unternehmen fertigten einfach ohne Patentrechte. Ein vor den Gerichten ausgetragener Vernichtungskampf in der Rundfunkindustrie wurde unausweichlich. Hans Bredow war ab 1921 im Reichspostministerium Staatssekretär für das Telegrafen-, Fernsprech- und Funkwesen und erreichte mit seiner Drohung, die Lizenzvergabe notfalls auf dem Klageweg zu erzwingen, die Bereitschaft seines ehemaligen Unternehmens Telefunken, einen „Normal-Bauerlaubnis-Vertrag“ anzubieten. Dieser trat am 28. Januar 1924 in Kraft. Die Unterzeichner erhielten Lizenzrechte zum Radiobau gegen die Verpflichtung, ausschließlich Telefunken-Röhren zu verwenden und nach Anzahl der verwendeten Röhrenfassungen eine Gebühr zu zahlen. Die Höhe dieser Gebühr brach jedoch zahlreichen Herstellern das Genick, einige weitere konnten dem Radio-Verband nicht mehr beitreten, der eine Aufnahmesperre verhängte. Wer weiterhin ohne Bauerlaubnis produzierte, wurde wegen Verletzung des Patentschutzes verklagt, mit einstweiligen Verfügungen zur Einstellung der Produktion gezwungen und so aus dem Markt gedrängt. In den steigenden Preisen sah man keine Gefahr. Ein Nebeneffekt der von Telefunken geschlossenen internationalen Abkommen war die völlige Abschottung des deutschen Markts gegen Konkurrenz aus dem Ausland. Huth gelang 1924 die Entwicklung der „Plation“-Röhren, mit denen sich Patente der den deutschen Röhrenmarkt beherrschenden Telefunken-Gesellschaft (Teil des „Lieben-Konsortiums“) teilweise umgehen ließen.
Lorenz und Telefunken hatten eigene Vereinbarungen. Die Patente aus dem Abkommen der vier Weltgesellschaften wurden mit Lorenz geteilt und Telefunken verpflichtete sich, an Lorenz die benötigten Röhren zum Selbstkostenpreis plus einem Gewinn von 5 bis 10 % zu liefern. Im Gegenzug hatte Lorenz mit Ausnahme der Forschung umgehend die eigene Röhrenproduktion einzustellen. An der Radioproduktion der 1923 eigens gegründeten Signalbau AG, Dr. Erich F. Huth beteiligten sich C. Lorenz und Telefunken gemeinsam. Schließlich erwarb C. Lorenz im Jahr 1927 die Huth-Patente.
Bis zum Jahr 1929 hatte jedoch die niederländische N. V. Philips’ Gloeilampenfabrieken aus Eindhoven zunehmend Lorenz-Aktien erworben und hielt schließlich einen Anteil von 98 Prozent. Das Tempelhofer Lorenz-Werk importierte einige Philips-Modelle wie „Paladin 5“ und „Paladin 20“ ohne Röhren aus den Niederlanden, setzte in diese die Telefunken-Röhren ein und lieferte die Geräte in Deutschland aus. Philips hatte wohl angenommen, über die Lorenz-Beteiligung die internationalen Verträge und Patentrechtsfragen zu umgehen, um so am deutschen Markt präsent zu sein. Telefunken reagierte schnell und eröffnete einen Rechtsstreit. Lorenz musste daraufhin die Produktion der Philips-Geräte Anfang 1930 einstellen und blieb auf großen unverkäuflichen Beständen sitzen. Der Streit endete mit einer Übereinkunft zwischen Philips und Telefunken, die jedoch erst zustande kam, nachdem sich Philips von seiner Mehrheitsbeteiligung an der C. Lorenz AG wieder getrennt hatte.

### Unter ITT Corp. ab 1930
Die US-amerikanische International Telephone and Telegraph Corporation (ITT) drängte ab Mitte der 1920er Jahre aggressiv auf den europäischen Markt. Nachdem sie von der American Telephone and Telegraph Company (AT&T) im Jahr 1925 deren Tochter International Western Electric und damit die gesamte Geräteproduktion des AT&T-Konzerns außerhalb der Vereinigten Staaten übernommen hatte, war ITT schon allein damit in elf Ländern der führende Hersteller für Telekommunikationsgeräte. Sie benannte die International Western Electric in ITT Standard Electric Corporation um und baute deren Stellung in Deutschland durch Übernahme mehrerer namhafter Hersteller noch weiter aus. Über die deutsche Holding Standard Elektrizitätsgesellschaft AG (SEG) in Berlin kaufte ITT in kurzer Folge die Mix & Genest AG in Berlin-Schöneberg mit der Marke „Emgefunk“, die Telephon-Fabrik Aktiengesellschaft vorm. J. Berliner in Berlin-Steglitz, Siemensstraße 27, mit der Marke „Tefag“ und die Ferdinand Schuchhardt, Berliner Fernsprech- und Telegraphenwerk AG in Berlin-Mitte, Köpenicker Straße 55, mit der Marke „Allradio“. Sie beteiligte sich neben Felten & Guilleaume an der Süddeutschen Apparatefabrik GmbH (SAF) in Nürnberg und übernahm die Aktienmehrheit an der C. Lorenz AG von Philips, die mit dem Verkauf ihrer Anteile versuchte, im erbitterten Rechtsstreit mit Telefunken zu einer Lösung zu kommen.
Die Holding SEG bzw. ITT als gemeinsame Muttergesellschaft, förderte den Austausch von Patenten und Kooperationen bei der Produktion, aber soweit ihre Töchter in der Lage waren, sich mit jeweils eigenen Marken im Wettbewerb zu behaupten, gestattete ITT den einzelnen Betrieben auch weiterhin ein hohes Maß an Eigenständigkeit. Nicht alle waren aber noch dazu in der Lage. Die Telephon-Fabrik Berliner AG war eines der ersten deutschen Unternehmen, das sich auf den Bau hochwertiger Überlagerungsempfänger („Superhet“) konzentrierte. Als sie aber im Jahr 1927 den ersten netzbetriebenen Überlagerungsempfänger „Supertefag“ in einem besonders außergewöhnlichen, von Bruno Paul entworfenen, Design auf den Markt brachte, blieb der Erfolg aus. Die Ursache lag wohl an einem extrem hohen Preis von 1084 Reichsmark. Der Prospekt des Jahres 1930 bot inhaltlich nichts Neues gegenüber dem Vorjahr und nach Übernahme durch die SEG erschienen unter der Marke Tefag baugleiche Modelle zu den zeitgleich auch von Lorenz angebotenen Radios. Für den Export nach Schweden sollen aber auch in den Kriegsjahren 1943/1944 noch Radios der Marke Tefag hergestellt worden sein.
Bei der Ferdinand Schuchhard AG konzentrierte man sich auf die Herstellung von Telefonanlagen. Die Radioproduktion unter der Marke Allradio lief bis 1930 aus. Eine neu aufgebaute Abteilung für die Auftragsfertigung eines innovativen Diktiergerätes und Anrufbeantworters musste an C. Lorenz abgetreten werden, nachdem diese in den Besitz der Patent- und Produktionsrechte des ursprünglichen Auftraggebers gelangt war.
Sosthenes Behn, Gründer und Präsident der ITT, förderte die Entwicklung der europäischen Tochterunternehmen zu Rüstungsbetrieben, einem Industriezweig, der sich mit dem Aufstieg Adolf Hitlers in ein Riesengeschäft verwandelte. Behns Unternehmen war in allen europäischen Ländern vertreten und damit auf allen Seiten gleichzeitig daran beteiligt. Später galt Behn als amerikanischer Patriot, der im Dienst für sein Land während zweier Kriege die höchsten Auszeichnungen erhalten hatte. Es hieß, seine Kontakte zur Nazi-Regierung seien geschäftsmäßig verlaufen und als Anstrengungen zum Schutz des Eigentums und der Interessen seiner Aktionäre durchaus vernünftig gewesen. Sicher ist aber, dass er der erste amerikanische Industrielle war, der 1933 von Hitler in Berchtesgaden empfangen wurde. Verschiedene Historiker sprechen von finanzieller Förderung der SS unter Heinrich Himmler und intimen Beziehungen zum Dritten Reich auch noch während des Weltkriegs. Ein besonderes Interesse hatte Sosthenes Behn an den Flugzeugwerken Focke-Wulf. Im Verlauf des Jahres 1938 kam es zu mehreren persönlichen Treffen zwischen ihm, seinem deutschen Stellvertreter Henry Mann und Reichsluftfahrtminister Hermann Göring, der das Geschäft vermitteln sollte. Obwohl er damit in Konkurrenz zur Kaffee-Handels-Aktien-Gesellschaft (Kaffee HAG) des Unternehmers Ludwig Roselius geriet, konnte er sich schließlich eine Beteiligung von 28 % sichern. Die Anteile hielt bis zum Kriegsende ITT-Tochter C. Lorenz. Auch Kaffee HAG stand in vertraglichen Beziehungen zu C. Lorenz und ITT und beide Unternehmen waren eng mit Focke-Wulf verbunden.
Im Jahr 1940 übernahm C. Lorenz AG die G. Schaub Apparatebau-Gesellschaft mbH mit Sitz in Pforzheim-Dillweißenstein. Eine Fusion der beiden Unternehmen kam den NS-Machthabern zur Beschleunigung der Rüstungsproduktion sehr gelegen. Nachdem sich bereits im Jahr 1936 die Stadt Pforzheim am Schaub Apparatebau beteiligt hatte, war das Unternehmen ohnehin zum Teil in Staatseigentum. Der Vorstand folgte der politischen Weisung und nahm das Angebot der C. Lorenz an. Ab 1941 stellte Schaub keine Geräte mehr für den zivilen Bedarf her.

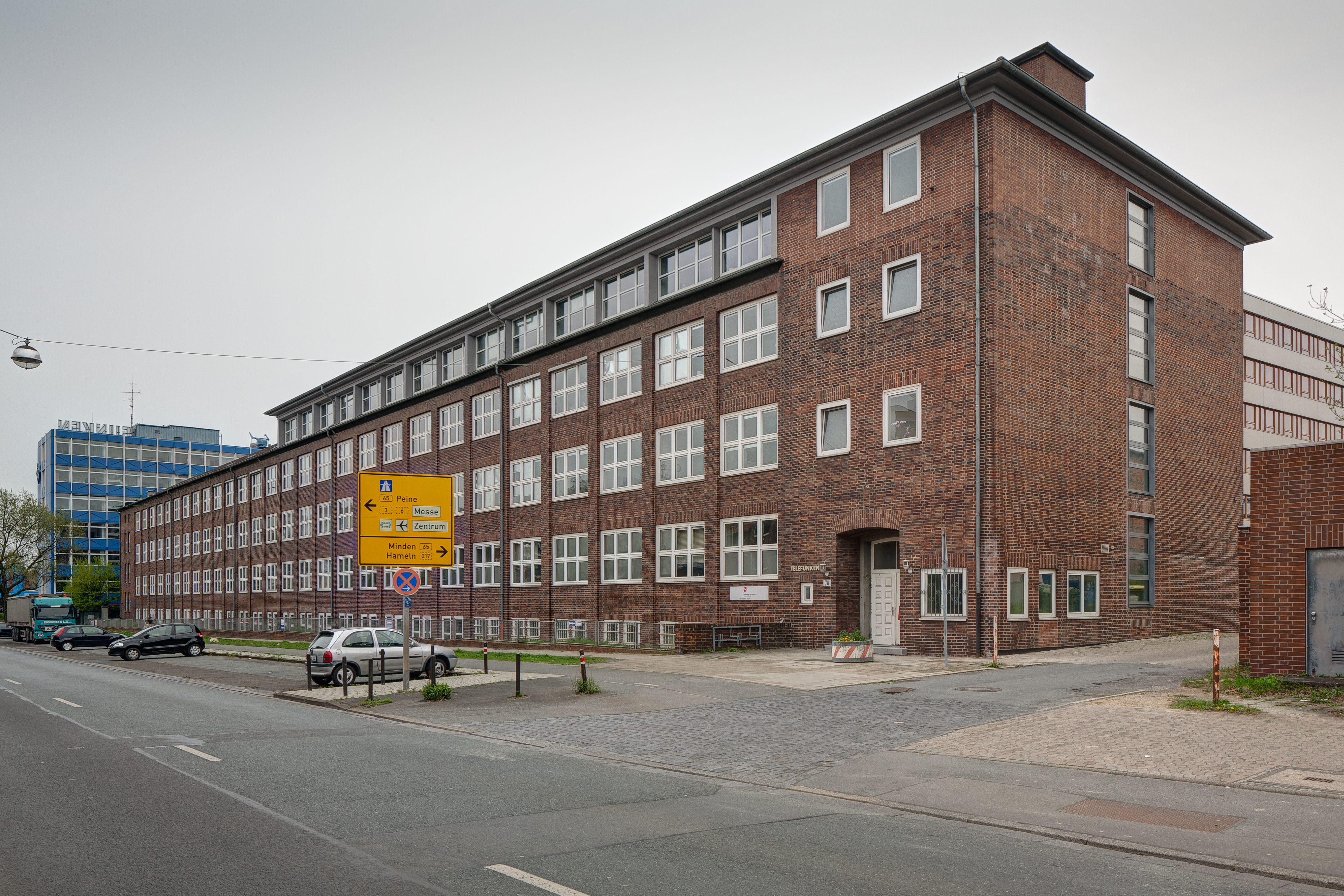
In dem Anfang 1941 fertiggestellten Gebäude der Huth-Apparatefabrik fertigte Telefunken ab 1946 Radios. Aktuell (2021) nutzt das LSN den Bau

Mit Aufträgen für die Wehrmacht waren ab 1944 praktisch alle zwölf Betriebsstätten der C. Lorenz beschäftigt, deren Kapazitäten massiv ausgebaut wurden. Allein das Hauptwerk in Berlin-Tempelhof beschäftigte 1944 etwa 23.000 Arbeiter. Zur Fertigung von Funktechnik für die Luftwaffe gründete Lorenz gemeinsam mit Telefunken Ende 1939 in Hannover die Huth-Apparatefabrik GmbH. Das an der Göttinger Chaussee 76 in Hannover-Ricklingen nach Plänen von Ernst Zinsser, zusammen mit Edgar Schlubach und Emil Lorenz, in den Jahren 1940/41 errichtete Fabrikgebäude wurde im Herbst 1946 zum Hauptstandort der Telefunken-Radiofertigung (ab 1951 auch Fernseher). Ab 1972 war das hannoversche Werk auch Sitz der TELEFUNKEN Fernseh und Rundfunk GmbH.
So wie fast alle großen Betriebe im Deutschen Reich und den besetzten Gebieten, setzte auch die C. Lorenz AG Zwangs- bzw. „Ostarbeiter“ ein. Nach heutigen Schätzungen waren während des Krieges allein im Stadtgebiet von Groß-Berlin insgesamt 500.000 Zwangsarbeiter für deutsche Unternehmen tätig. Detaillierte Aufzeichnungen aus dieser Zeit für das Berliner Werk der C. Lorenz wurden im August 2000 von Hobby-Forschern in einem ehemaligen Bunker des Unternehmens an der Colditzstraße 34–36 in Berlin-Tempelhof entdeckt. In vier Stahlschränken fanden sich die Namen von mehr als 3.100 ehemaligen Zwangsarbeitern, darunter auch Kinder im Alter von 14 Jahren und jünger. Sie waren auf visitenkartengroße ADREMA-Metallkarten gestanzt, die im September 2000 dem Landesarchiv Berlin übergeben wurden.

#### Fernschreiber

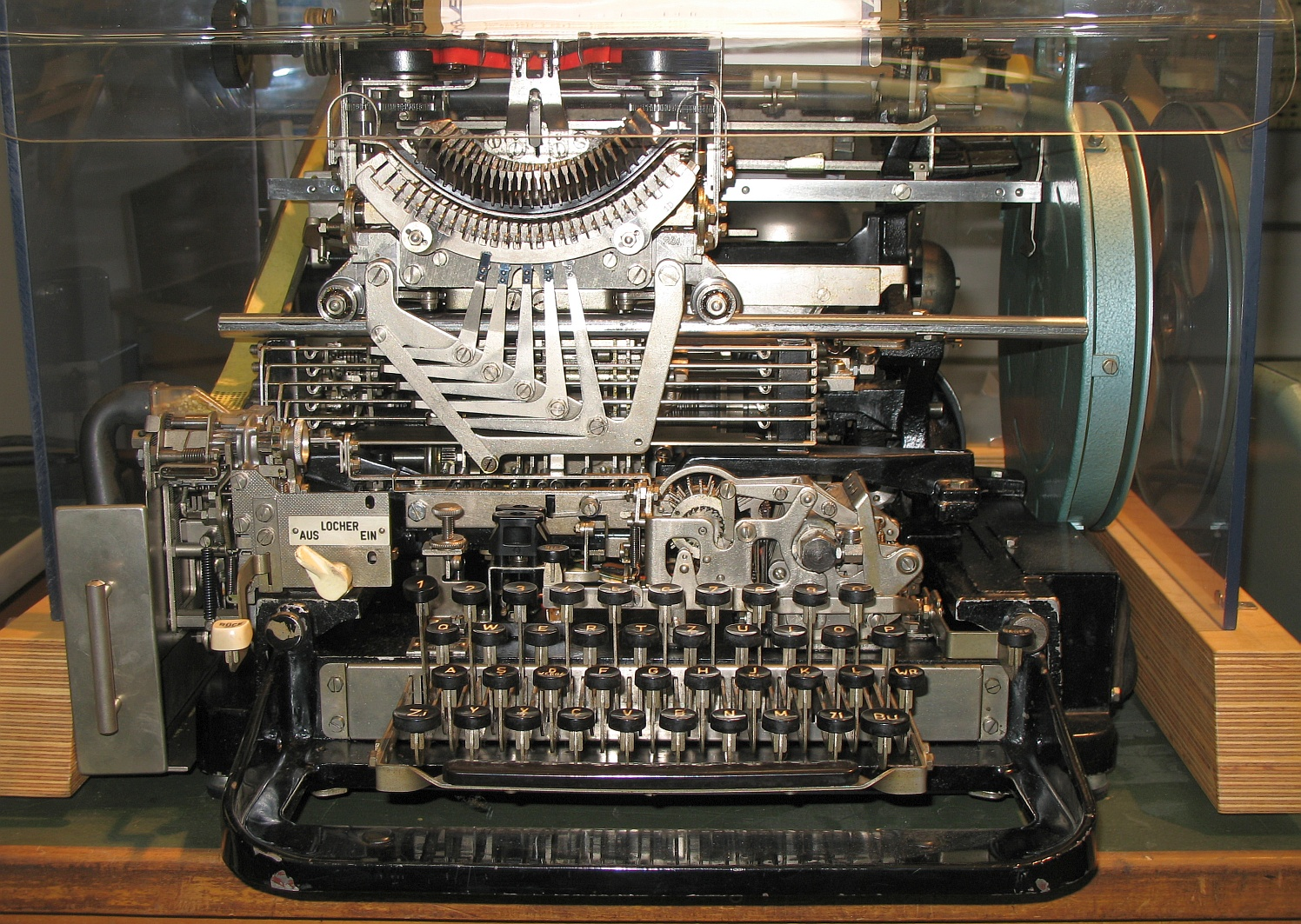
Blattschreiber Lorenz „Lo15“ ab 1932 (im Fernmeldemuseum Aachen)

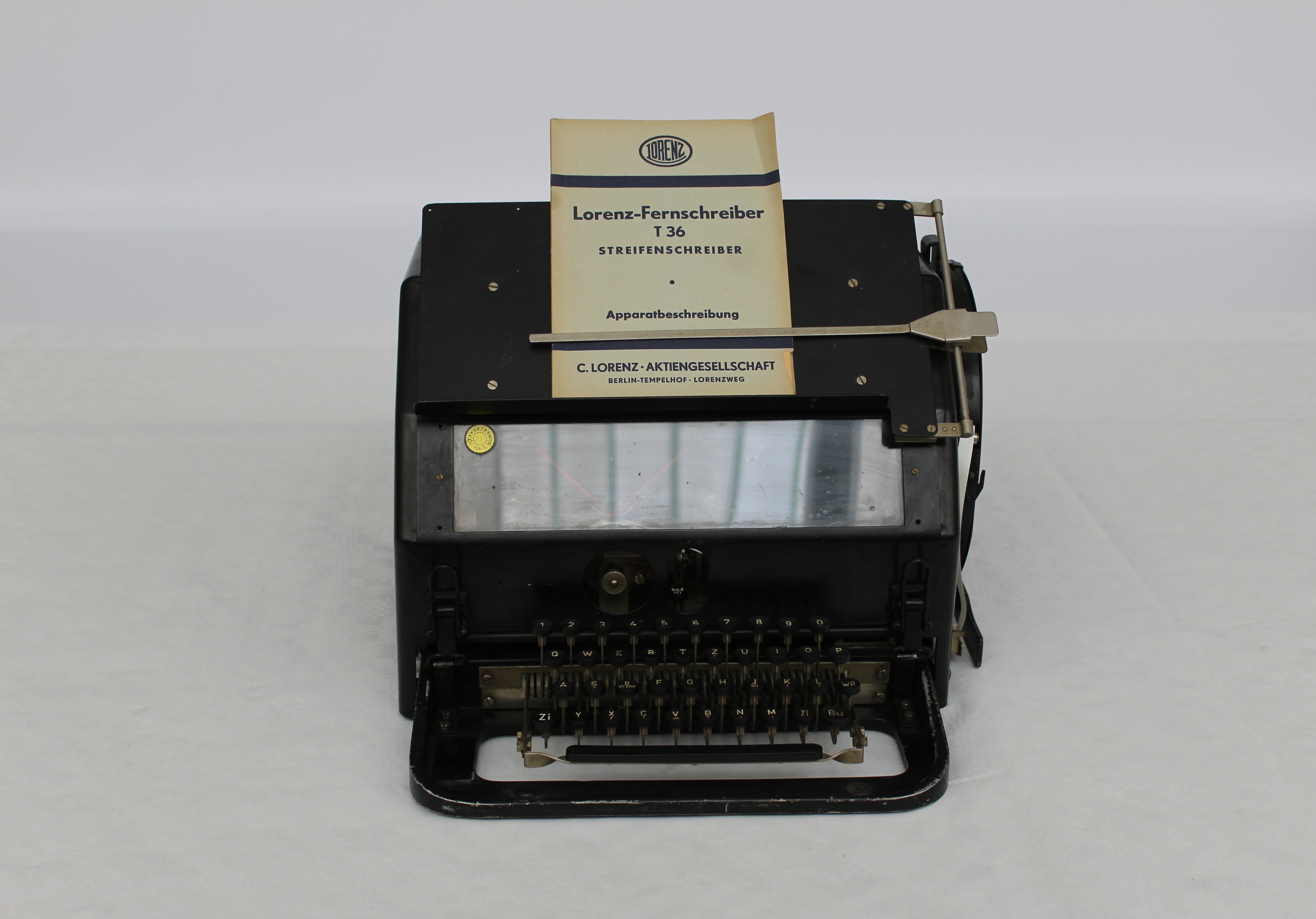
Streifenschreiber Lorenz T36

Im Jahr 1930, ein Jahr nachdem das Postmonopol in Deutschland gefallen war, ergänzte C. Lorenz nochmal sein Lizenzpaket bei der Teletype Corporation. Neben den seit 1924 bestehenden, aber noch kaum genutzten Rechten für den Bau der auf „Teletype Modell 14“ basierenden Streifenschreiber, erwarb man nun auch Rechte für den in Chicago zwischenzeitlich entwickelten Blattschreiber „Teletype Modell 15“. Der in Deutschland produzierte Nachbau des Modell 15 wurde als „Springschreiber Lo15“ (Bild) verkauft und 1932 als Standardgerät von der Reichswehr übernommen. Als Nachbauten auf Basis des Streifenschreibers Teletype 14 gingen neben den Lorenz T32 später auch die verbesserten Modelle T36 (Bild) in Produktion.

#### Schlüsselzusatz
Ab 1940 wurden Lo15-Geräte zur Chiffrierung mit dem „Schlüsselzusatz SZ40“ (später auch „SZ42“ und „SZ42a“) zur Lorenz-Schlüsselmaschine ergänzt. Es lag nahe, die mechanischen Geräte aufzurüsten, die bereits weit verbreitet waren und sich beim Heer bewährt hatten, um die hohen Kosten zu sparen, die beispielsweise für breite Einführung des „Geheimfernschreibers“ T52 von Siemens & Halske oder für eine Neuentwicklung angefallen wären. Das Entwicklungsteam aus Lorenz-Fernmeldeingenieuren unter Leitung des Physikers Gerhard Grimsen konstruierte mit dem „SZ40“ eine technisch vorbildliche Maschine. Es scheint aber weder dem Heereswaffenamt, noch dem in dieser Hinsicht völlig unerfahrenen Unternehmen in den Sinn gekommen zu sein, sich von einem erfahrenen Kryptologie-Experten beraten zu lassen. Vom ersten Modell wurden nur etwa 40 Stück produziert und der Einsatz auf kontrollierte Kabelstrecken beschränkt, als offenbar wurde, dass schon nach etwa 1000 Zeichen die ersten Buchstaben entziffert werden konnten. Auch die Ende 1941 beim Nachfolgemodell eingeführten Verbesserungen waren nur zu einer relativ schwachen Verschlüsselung in der Lage. Ein Modell „SZ42c“, bei der die nur pseudo-zufällig unterbrochene, ansonsten aber gemeinsame Bewegung der beiden Schlüsselradgruppen durch individuelle Bewegung der zweiten Gruppe ersetzt und die Entzifferung ganz entscheidend erschwert worden wäre, wurde 1944 zwar geprüft, kam aber nicht mehr zum Einsatz.
Nach einem Verwendungsfehler im Jahr 1941 auf der Funkstrecke Wien-Athen, bei dem eine Nachricht zweimal hintereinander gesendet wurde, jedoch mit geringfügiger Abweichung kurz nach Textbeginn und unter Verwendung des gleichen Schlüssels (Klartext-Klartext-Kompromittierung), konnten sich die Alliierten in der Kryptanalyse der Lorenz-Maschine so weit verbessern, dass abgefangene Nachrichten von da an in nur wenigen Tagen jeweils vollständig entschlüsselt waren. Mit Einsatz des Colossus in Bletchley Park stellte die von den Alliierten mit dem Decknamen „Tunny“ (engl. für Thunfisch) bezeichnete Schlüsselmaschine letztlich gar keine Herausforderung mehr dar und der weitere Einsatz bei der deutschen Wehrmacht erlaubte den Briten ab 1943 den hochgeheimen strategischen Nachrichtenverkehr des Kriegsgegners mit nur wenigen Stunden Verzögerung mitzulesen.

#### Magnetische Aufzeichnungsgeräte
Über Zukäufe seiner Muttergesellschaft ITT, die vermutlich die Reichspost eingefädelt hatte, wurde C. Lorenz ab 1932 zu einem der führenden Produzenten früher magnetischer Aufzeichnungsgeräte für Sprache und Ton. Der Ingenieur Curt Stille hatte sich schon länger mit dem Telegraphon von Valdemar Poulsen beschäftigt, einem frühen Drahttongerät mit magnetischer Aufzeichnung auf Stahldraht. Er hatte im Jahr 1903 ein Gerät erworben, das bei Mix & Genest in Lizenz gefertigt worden war, und konstruierte in der Folgezeit ein deutlich weiter entwickeltes Modell mit integriertem Verstärker. Neben technischer Verbesserung erleichterte er auch die Handhabung durch ein spezielles Gehäuse für jede Drahtrolle, so dass die Rollen leichter zu wechseln waren und das Gerät als erster Kassettenrekorder betrachtet werden kann. Nachdem er sich mehrere Patente sichern konnte und die Schutzfrist der ursprünglichen Erfindung abgelaufen war, gründete er das Telegraphie-Patent-Syndikat zur Vermarktung von Lizenzrechten. Einer der Interessenten war der Unternehmer Karl Bauer, der 1928 die Echophon-Maschinen-GmbH gründete und Stilles Erfindung nach Erwerb einer Lizenz als Diktiergerät unter dem Namen „Dailygraph“ auf den Markt bringen wollte. Als sich eine vielversprechende Nachfrage abzeichnete, verhandelten Stille und Bauer gemeinsam einen Vertrag mit dem Berliner Fernsprech- und Telegraphenwerk Ferdinand Schuchhardt AG als Hersteller für eine Serienproduktion. Die technische Verantwortung bei Schuchhardt übernahm der talentierte junge Ingenieur Semi Joseph Begun. Nachdem der Prototyp im Jahr 1930 die Erwartungen der Partner erfüllen konnte, wechselte Begun seinen Arbeitsplatz und war die folgenden zwei Jahre bei Echophon-Maschinen als Entwicklungsingenieur und Vertriebsreisender tätig, um direkt mit den Kunden über Verbesserungsmöglichkeiten zu sprechen.
Im Jahr 1932 übernahm die ITT-Tochter Standard Elektrizitätsgesellschaft sowohl die Echophon-Maschinen-GmbH, als auch die Ferdinand Schuchhardt AG, um die Produktion dieser Geräte ihrer Tochter C. Lorenz zu überlassen. Semi Joseph Begun erhielt bei seinem neuen Arbeitgeber die Verantwortung für ein Programm zur technischen Weiterentwicklung der elektromagnetischen Aufzeichnung und sein erster Auftrag war die Verbesserung und das Re-Design des Dailygraphen, um Schwächen auszumerzen, die ihm bei der Reparatur von Kundengeräten schon aufgefallen waren. Innerhalb nur eines Jahres konstruierte er bei C. Lorenz ein deutlich verbessertes Modell, das ab 1933 produziert und erfolgreich unter dem Namen „Textophon“ vermarktet wurde. Das Gerät konnte zur Aufzeichnung und Wiedergabe von telefonischen Nachrichten auch an das Fernmeldenetz angeschlossen werden. Eine Möglichkeit, für die auch der Dailygraph schon eingesetzt wurde. Das Textophon war das erste in Serienproduktion hergestellte, ab Werk für diesen Zweck vorgesehene Gerät und wird daher überwiegend als der erste Anrufbeantworter angesehen.

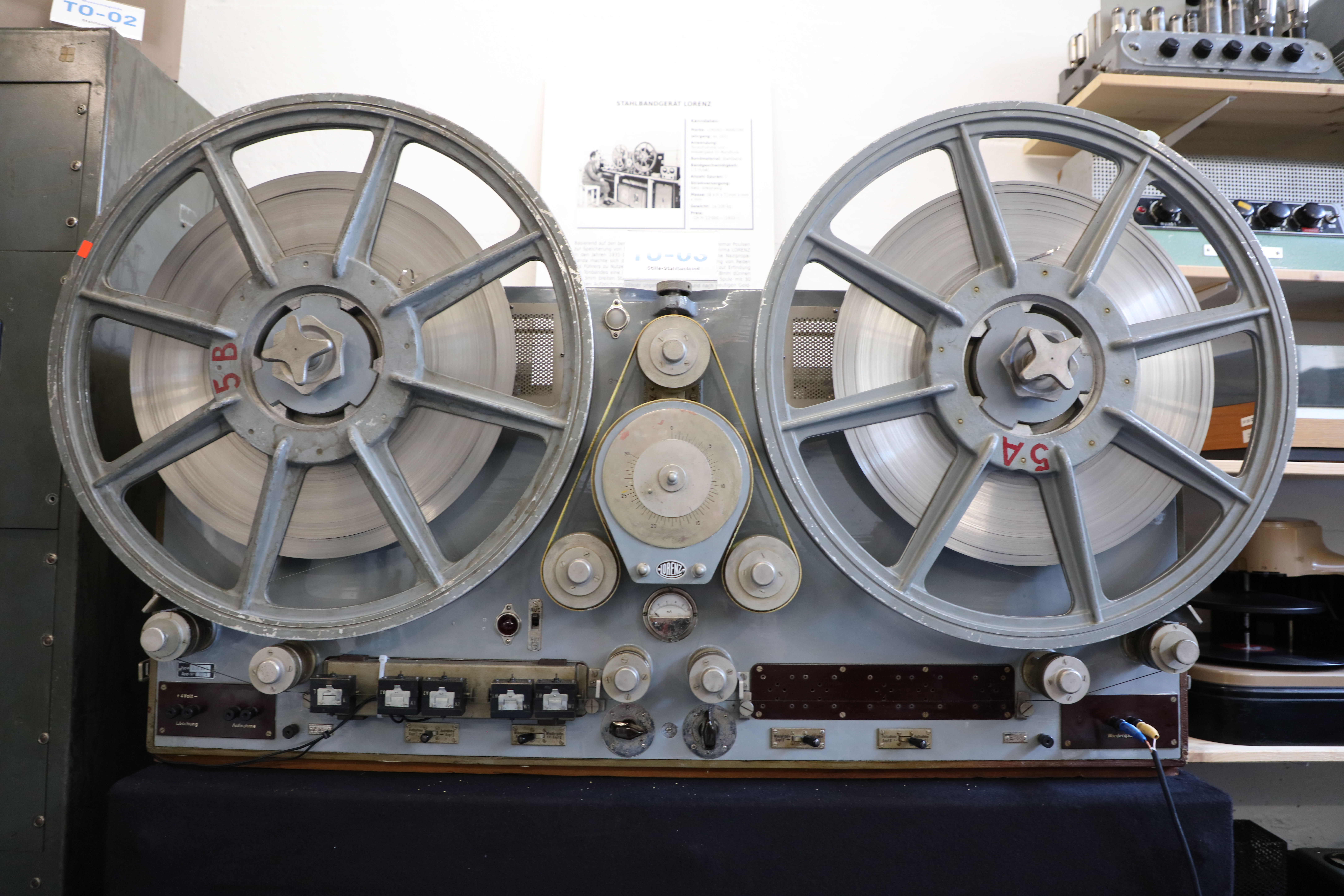
Lorenz Stahlton-Bandmaschine B.M.St.2

Stille zog sich ins Privatleben zurück. Seine Erfindung hatte er jedoch schon 1929 auch an Ludwig Blattner lizenziert, der sie in England für den Einsatz bei Tonfilmen weiterentwickelte. Das „Blattnerophon“ verwendete statt eines Drahts ein 3 mm breites Stahlband zur Aufzeichnung. Nach einem eher mäßigem Erfolg im Filmgeschäft überließ Blattner alle Rechte an Marconi’s Wireless Telegraph Company in London, deren Geräte schließlich bei der britischen Rundfunkgesellschaft BBC eingesetzt wurden. C. Lorenz verfolgte den gleichen technischen Ansatz mit seinen „Stahltonmaschinen“, entwickelte aber preiswertere Geräte als Marconi in London und konnte vor allem bei Gewicht und Handhabung entscheidende Verbesserungen erzielen. Für die mobile Verwendung auf Rundfunkwagen montiert, ermöglichten die Stahltonmaschinen etwa 30 Minuten Aufnahmezeit und waren ab 1935 bei allen in der Reichs-Rundfunk-Gesellschaft zusammengeschlossenen deutschen Sendern für Reportagen im Einsatz.
Der große technische Durchbruch gelang dann jedoch der AEG, die ein mit magnetisierbarem Stahlpulver beschichtetes Band verwendete, wie es Fritz Pfleumer bereits 1928 vorgeschlagen hatte. Auf das Magnetophon K1, das die AEG auf der 12. Großen Deutschen Funkausstellung 1935 in Berlin mit Papierband präsentierte, folgte bei I.G. Farben in Ludwigshafen am Rhein etwa drei Jahre später die Entwicklung eines Magnetbands aus Kunststoff, nach dessen Einführung die Draht- und Stahlbandmaschinen bald nur noch als Nischenprodukt Verwendung fanden. Die extrem hohen Preise der frühen Tonbandgeräte ermöglichten nach dem Kriegsende nur nochmal ein kurzes Wiederaufleben der Drahttontechnik in Geräten für den privaten Gebrauch zu Hause, vor allem in den Vereinigten Staaten.

#### Radio und Fernsehen

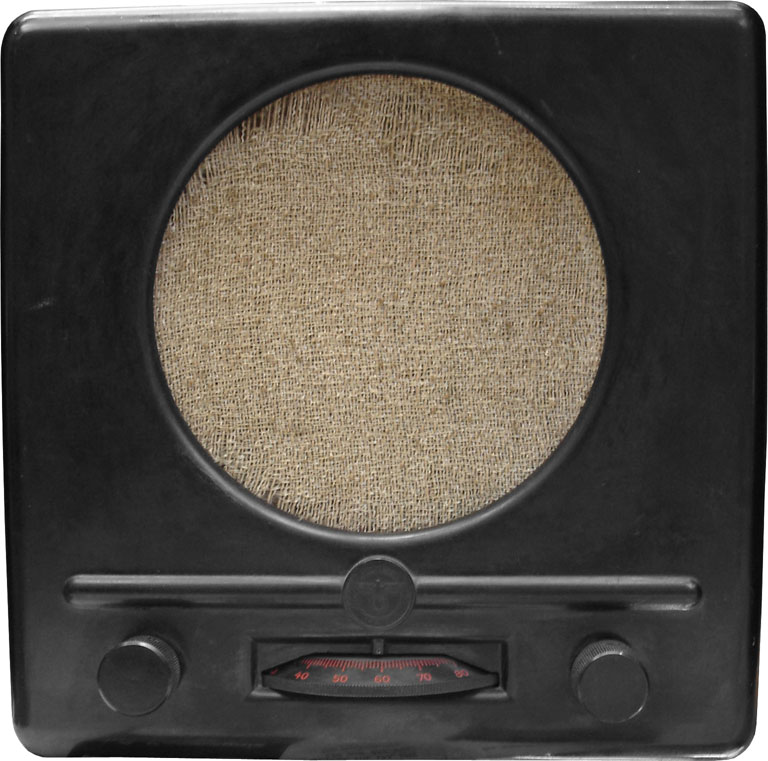
Deutscher Kleinempfänger, DKE38

Im August 1933 wurde auf der 10. Großen Deutschen Funkausstellung in Berlin der erste Volksempfänger „VE301“ vorgestellt. Der vorgeschriebene Preis der Version für den Betrieb am Stromnetz betrug 76 Reichsmark; die batteriebetriebene Version kostete 65 Reichsmark. Der bei der Dr. Georg Seibt AG maßgeblich von Chefkonstrukteur Otto Griessing entwickelte Audionempfänger traf bei anderen Herstellern auf Skepsis, die befürchteten, der Verkauf ihrer teureren Superhetgeräte würde damit zurückgehen. Um möglichst viele Zuhörer mit der ausgestrahlten NS-Propaganda zu erreichen, waren die staatlich festgelegten Preisgrenzen sehr niedrig und die Gewinnspanne hing stark von den verwendeten Elektronenröhren ab. Deren Produktion hatte Lorenz aufgrund der Vereinbarungen mit Telefunken einstellen müssen, aber der große Bedarf an speziellen „Wehrmachtsröhren“ brachte im Jahr 1937 den Wiedereinstieg. Neben dem Entwicklungslabor im Stammwerk Berlin-Tempelhof wurde eine Fertigung in Mühlhausen/Thüringen, Eisenacher Str. 40, in der ehemaligen Zigarren-Fabrik Franz Riebel eingerichtet. In Mühlhausen, Mackensenstraße 75 (heute Friedrich-Naumann-Straße), hatte C. Lorenz bereits im Jahr davor mit der Herstellung von Funktechnik für die Wehrmacht begonnen.
Im Jahr 1938 kam für 35 Reichsmark der „Deutsche Kleinempfänger“ (DKE38 – nach dem Propagandaminister Goebbels im Volksmund auch „Goebbelsschnauze“ genannt), als preiswerte Ergänzung zum Volksempfänger auf den Markt. Unter 17 von der Funkindustrie eingereichten Mustern hatte sich die politische Führung für das unter Leitung des Ingenieurs Arnold Stapelfeldt bei C. Lorenz entwickelte Gerät entschieden.
1935 ließ C. Lorenz eine drehbare Ferritstabantenne patentieren, die später in Rundfunkgeräten eingesetzt wurde. Auf der 16. Großen Deutschen Funk- und Fernseh-Ausstellung in Berlin stellte das Unternehmen im Sommer 1939 den zusammen mit der Fernseh A.G. (ab Oktober 1939: Fernseh GmbH, eine Tochtergesellschaft von Bosch/Blaupunkt), Radio A.G. D.S. Loewe, TeKaDe sowie der Telefunken G.m.b.H. entwickelten Deutschen Einheits-Fernseh-Empfänger E 1 vor. Zur geplanten Produktion in Großserie kam es nach Beginn des Zweiten Weltkrieges aber infolge der Beschränkungen für die Zivilwirtschaft nicht mehr.

#### Funkgeräte

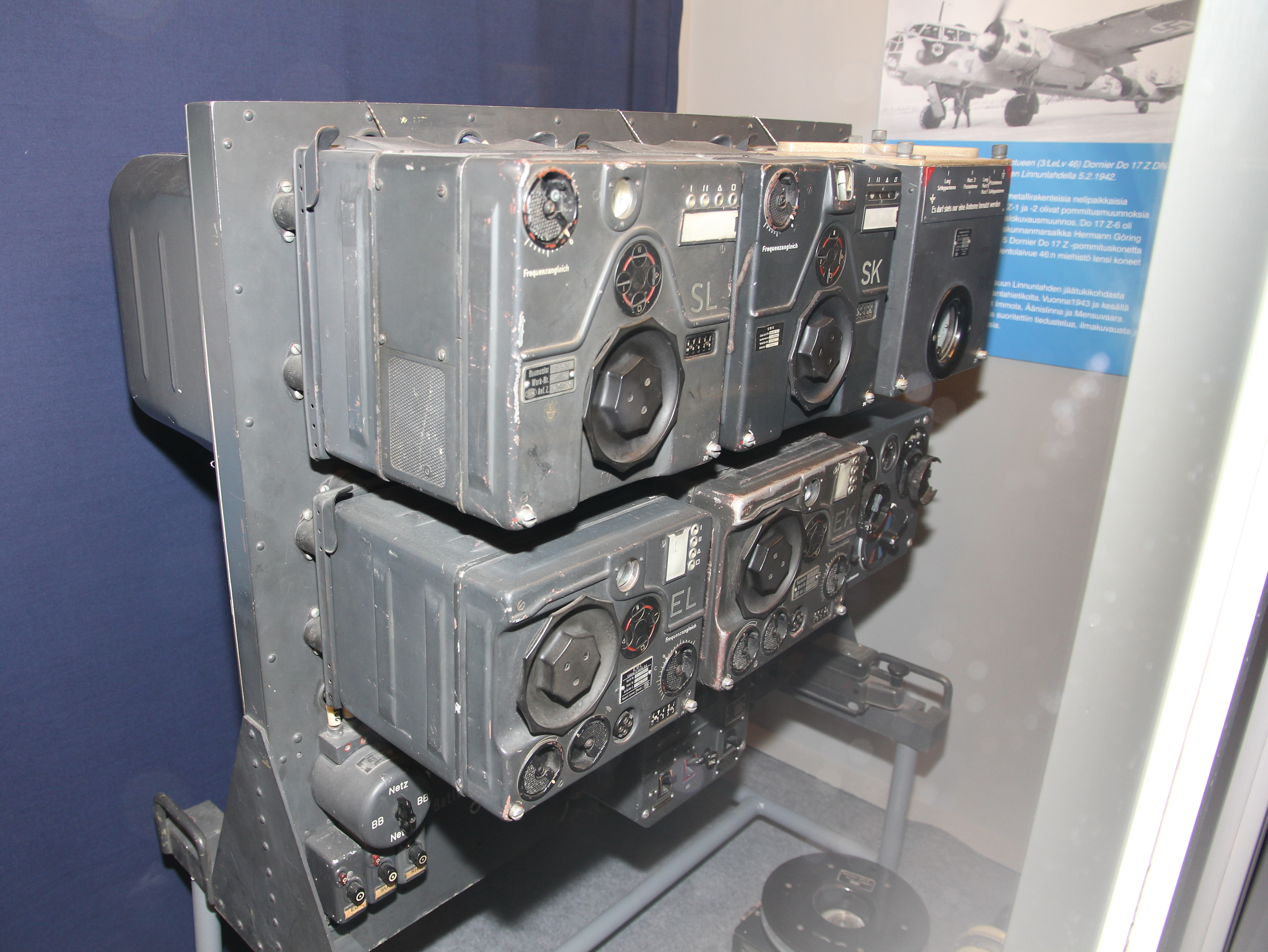
Bordfunkanlage FuG 10 für Kurz- und Langwelle aus einer Dornier Do 17Z

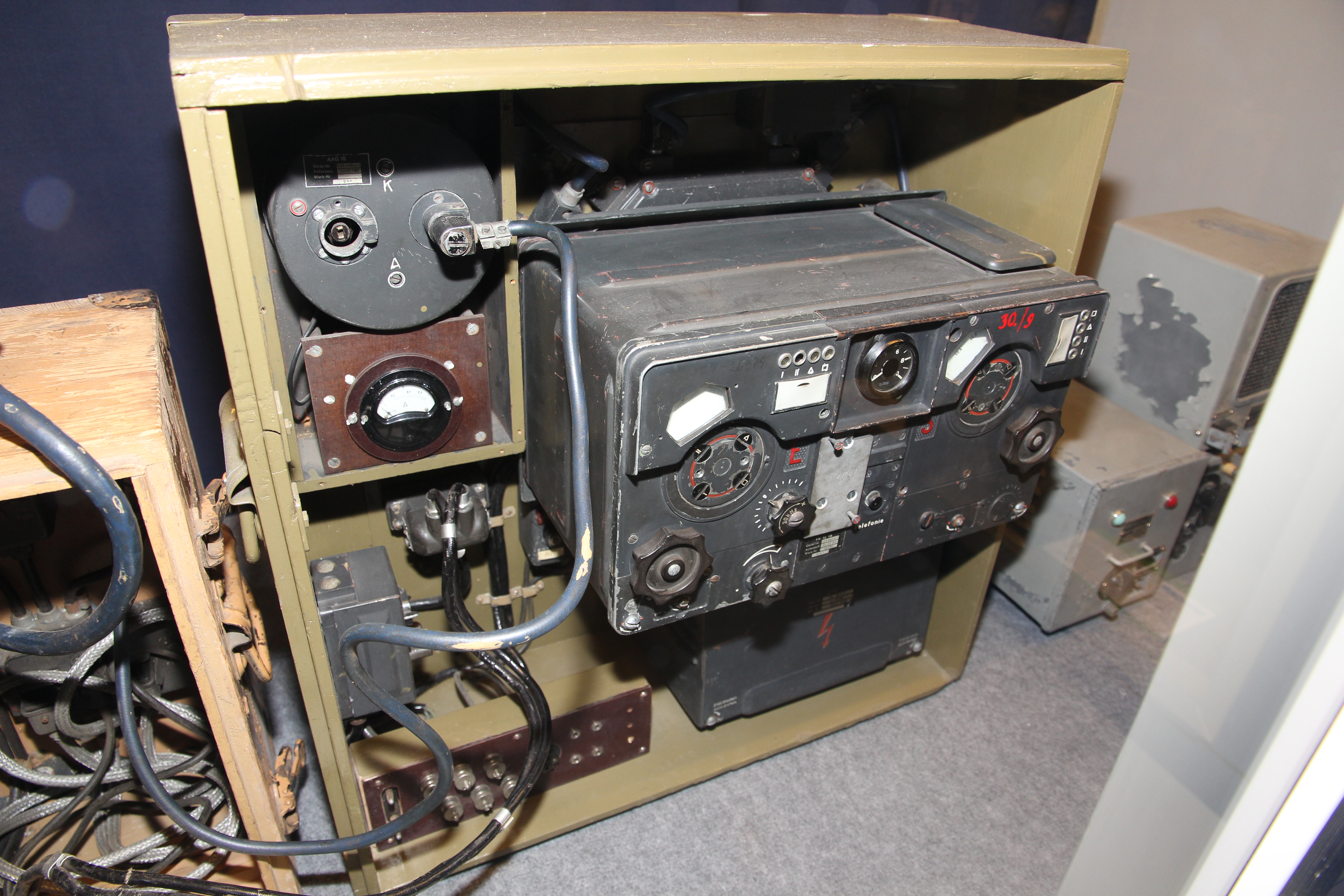
UKW-Sprechgerät FuG 16Z aus einer Messerschmitt Bf 109 G-6

Die ab 1928 entwickelten tragbaren Kurzwellen-Funkgeräte gingen im Jahr 1932 in Serienproduktion, 1936 folgten Geräte für den Ultrakurzwellenbereich. Ein besonderer Einsatzschwerpunkt für die Funktechnik war die Luftfahrt. Für den Einbau in Flugzeugen waren Funkgeräte mit geringem Gewicht und hoher Sendeleistung gefragt. Im Jahr 1935 wurde der Ingenieur Walter Kloepfer, zwei Jahre nach seinem Eintritt in der Abteilung für Kleinfunkgeräte bei C. Lorenz, mit dem Aufbau eines Labors speziell für UKW-Bordfunkgeräte, ab 1940 mit der Leitung des Labors und des Konstruktionsbüros für Flugzeugnachrichtengeräte betraut. In einer ganzen Reihe erfolgreicher Lorenz-Flugfunkgeräte gelten heute vor allem die Konstruktionen „FuG 10“ und „FuG 17“ für spätere Bordfunkgeräte als richtungsweisend.
Die FuG-10-Bordfunkgerätereihe entwickelte C. Lorenz nach einem 1936 vom Reichsluftfahrtministeriums aufgestellten Pflichtenheft, das unter anderem die Verwendung von nur zwei Typen von Elektronenröhren festlegte. Sie bestand aus je einem Sende- und Empfängermodul für Lang- bzw. Kurzwelle mit Steckverbindungen auf der Rückseite, die an Bord der Flugzeuge in einen gefederten Aufnahmerahmen mit speziellen Anschlussleisten eingehängt wurden. Der Rahmen bot auch Platz für das Stromversorgungsmodul mit Einankerumformer, der die Anodenspannungen erzeugte, sowie separate Bedien- und Umschaltgeräte beispielsweise für die Auswahl der Betriebsart oder für den Wechsel zwischen den Antennen. Dadurch war es bei Störungen schnell möglich, das betroffene Modul ohne größeren Verkabelungsaufwand zu ersetzen. Die Standardisierung der Anschlüsse war zudem von Vorteil für die Wartung. Die Sende- und Empfängermodule für den Langwellenbereich „SL“ und „EL“ deckten Frequenzen von 300 bis 600 kHz ab; die Module für Kurzwelle „SK“ und „EK“ zunächst von 3 bis 6 MHz, in späteren Modulvarianten „SK-2“ und „EK-2“ von 6 bis 12 MHz. Die maximale Sendeleistung lag bei 70 Watt. Nach dem Test erster Prototypen im Februar 1937 wurden die Anlagen ab Januar 1938 in Flugzeugen des Typs Junkers Ju 88 serienmäßig eingebaut. Ab 1939 gehörten FuG-10-Bordfunkgeräte zur Standardausrüstung in mehrmotorigen Flugzeugen der Luftwaffe, dazu zählten neben der Ju 88 vor allem die Heinkel He 111, Dornier Do 217 und Messerschmidt Bf 110. Bis zum Kriegsende produzierte C. Lorenz und zahlreiche Lizenznehmer fast 100.000 Anlagen.
Zur Entlastung des Kurzwellenbereichs wurde für die Bord-zu-Bord-Kommunikation das kompakte UKW-Sprechgerät FuG 17 entwickelt, das im Bereich 42,15–47,75 MHz arbeitete. Es vereinte einen 10-Watt-Sender mit Empfänger und Bedienteil in einem Gehäuse und kam 1939 heraus. Das FuG 16 für 38,5–42,3 MHz setzte auf das gleiche Prinzip und wurde ab 1941 in allen mit dem FuG 10 ausgestatteten Flugzeugtypen nachgerüstet.

#### Funknavigations- und Landesysteme

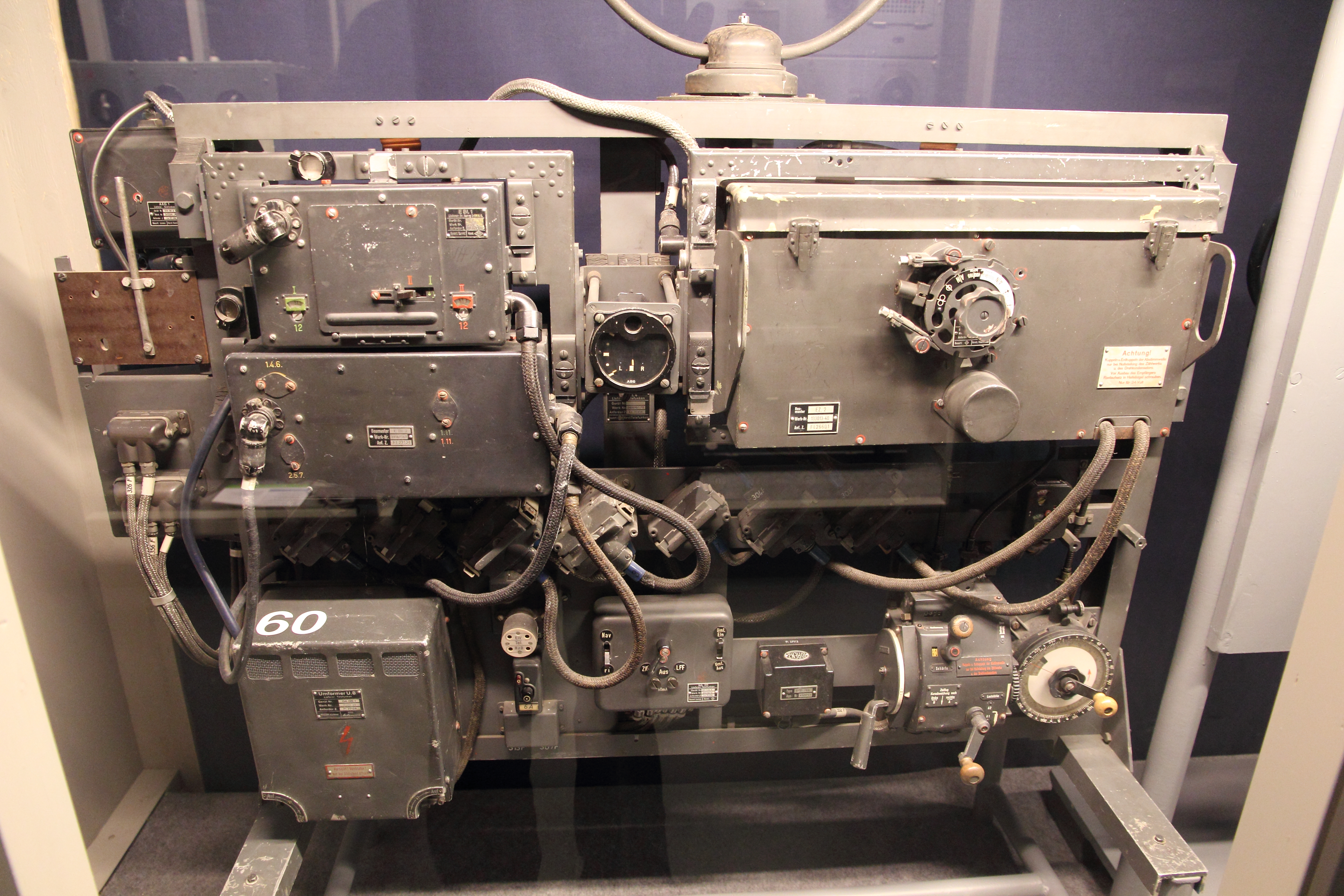
Funk-Landeanlage FuBl 1 mit Leitstrahl-empfänger EBl 1 oben links, darunter der Einflugzeichenempfänger EBl 2 und unten links ein Umformer Typ U8 zur Erzeugung der Anodenspannung. Nicht zur Anlage gehört der Peilempfänger EZ 2 oben rechts. Mittig oben das im Sichtbereich des Piloten zu installierende Anzeigegerät für Funk- navigation vom Typ AFN 1.

Als Bodenausrüstung entwickelte C. Lorenz ein erstes Instrumentenlandesystem. Nachdem bereits Otto Scheller in den Jahren 1907 und 1916 als Ingenieur bei C. Lorenz wichtige Grundlagenpatente für Navigationssysteme erhalten hatte, brachte Ernst Ludwig Kramar Ende der 1920er Jahre die technische Entwicklung entscheidend voran. Zunächst wurde ab 1931 bei der Deutschen Luft Hansa das ZZ-Verfahren erprobt und bald darauf zugelassen. Ab 1932 brachte Kramar am Flughafen Berlin-Tempelhof bereits dessen Ablösung durch das „Ultrakurzwellen-Landefunkfeuer“ (LFF) auf den Weg, das bald auch als Lorenzbake bezeichnet und auf Flughäfen weltweit installiert wurde. Die Luftwaffe nutzte das System auf allen größeren Flugfeldern und stattete die Mehrzahl ihrer Flugzeuge mit dem Bordsystem „FuBl 1“ (Funk-Blindlandeanlage, später realistischer Funk-Landeanlage genannt) aus. Es bestand aus dem Leitstrahlempfänger „EBl 1“ für das Ansteuerungsfunkfeuer (AFF, heute: Landekurssender bzw. „Localizer“/LZZ; kombiniert mit Gleitwegsender: LOC) und dem Empfänger „EBl 2“ für das Vor- bzw. Haupteinflugzeichen (heute: „Marker beacon“) mit jeweils einer Antenne, dem Umformer Typ U8 zur Erzeugung der Anodenspannung sowie einem „Anzeigegerät für Funknavigation“ Typ AFN 1 oder AFN 2. Als Kramar 1934 die Leitung der Abteilung für Radionavigation übernahm, war C. Lorenz bereits einer der führenden Lieferanten technischer Ausrüstung für sowohl den zivilen als auch militärischen Luftverkehr.
Um bei Bombenangriffen auf große Entfernungen eine möglichst hohe Treffergenauigkeit zu erreichen, führte die Luftwaffe ab Ende 1939 das von Telefunken unter dem Decknamen „Knickebein“ entwickelte Leitstrahlverfahren ein. Dabei handelte es sich um eine Vereinfachung des X-Verfahrens, das bereits 1936 von der Deutschen Versuchsanstalt für Luftfahrt (DVL) auf Grundlage des Lorenz-Landesystems entwickelt worden war. Bei beiden Verfahren flogen die Maschinen nicht wie sonst üblich auf dem Leitstrahl zum Sender hin, sondern in umgekehrter Richtung. Knickebein war weniger präzise als das X-Verfahren, hatte aber den entscheidenden Vorteil, dass dafür die an Bord ohnehin vorhandenen Funk-Landeanlagen eingesetzt werden konnten und keine zusätzliche Ausbildung für die Bedienung erforderlich war. Jedoch war der in der FuBl-1-Anlage verwendete Leitstrahlempfänger „EBl 1“ als Zweikreis-Geradeausempfänger bei größeren Entfernungen zu unempfindlich, weshalb in 6500 Metern Flughöhe schon nach etwa 200 Kilometern Flugstrecke ein Empfang des Leitstrahls nicht mehr sichergestellt war. Darüber hinaus konnten nur zwei Frequenzen eingestellt werden, die leicht zu stören waren.
Daraufhin entwickelte C. Lorenz mit mechanischen Bauteilen des UKW-Sprechgerätes FuG 17 und sieben Elektronenröhren des Typs RV12P2000 den „EBl 3“ als Überlagerungsempfänger („Superhet“) mit 33 bzw. 34 Kanälen auf Frequenzen zwischen 30 und 33,33 MHz, der den Empfang bei 6500 m Flughöhe bis etwa 500, im Idealfall 600 Kilometer Entfernung ermöglichte. Um die FuBl-1-Bordanlagen für „Knickebein“ zu modifizieren, wurde in den Aufnahmerahmen anstelle des EBl 1 bei der Anlage „FuBl 2 H“ der EBl 3 H mit Handbedienung (34 Kanäle) und bei der Anlage „FuBl 2 F“ der EBl 3 F mit elektrischem Schrittschaltwerk zur Fernwahl von 33 Kanälen eingesetzt. Der Einflugzeichenempfänger „EBl 2“ für 38 MHz blieb unverändert. C. Lorenz entwickelte auch noch ein „FuBl 3“ im standardisierten FuG-10-Gehäuse. Aber die Luftwaffe konnte sich in der Befürchtung, die laufende Produktion der Anlagen FuBl 2 und anderer wichtiger Typen zu stören, nicht mehr für die Einführung entscheiden.
Die EBl-3-Leitstrahlempfänger wurden auch für das „Bernhard“-Funknavigationssystem verwendet. Die von Telefunken entwickelten Drehfunkfeuer erlaubten es den Piloten bzw. Navigator/Bordfunker, den eigenen Standort ohne Aussendung von Funksignalen bzw. zeitaufwendige und umständliche Kreuzpeilungen selbst zu ermitteln.
Im Jahr 1939 beauftragte die Deutsche Versuchsanstalt für Luftfahrt die Entwicklung eines Funknavigationsverfahrens mit großer Reichweite. Kramar setzte auf ein einfaches Hyperbel-Verfahren, wie er es bereits für sein Landesystem „Elektra“ eingesetzt hatte. Er verwendete nun jedoch Sender im Langwellenbereich, um die gewünschte Reichweite zu erzielen. Das neue System wurde 1940 unter dem Namen „Sonne“ eingeführt. Nach Kaperung des deutschen U-Bootes U 505 Anfang Juni 1944 erkannten die Alliierten den Zweck der von diesen Sendern ausgehenden Signale und damit die Funktionsweise des Systems. Es wurde daraufhin vom RAF Coastal Command unter englischem Namen „Consol“ auch für die Navigation der eigenen Streitkräfte genutzt. Nach der deutschen Kapitulation im Mai 1945 verfielen die Patente dieser Technik, die nun von anderen Ländern übernommen und bis teilweise in die 1980er Jahre weiterverwendet wurde.

#### Radar
Bei C. Lorenz experimentierte ein Team unter Gottfried Müller mit der „Funkmesstechnik“, der deutschen Bezeichnung für Radargeräte. Deren Einsatzzweck war die Frühwarnerkennung feindlicher Flugzeuge sowie die Feuerleitung von Flugabwehrkanonen. Im Jahr 1938 beauftragte das Oberkommando des Heeres bei C. Lorenz die Entwicklung eines Prototyps unter dem Codenamen „Kurfürst“. Die Anforderung zum Bau dieser Geräte kam aber später im Verlauf des Krieges und wurde als mobiles System „Tiefentwiel“ produziert. Mitte des Jahres 1941 konnte ein britisches Radarsystem aus einem abgeschossenen Bomber der Royal Air Force geborgen werden und C. Lorenz erhielt den Auftrag, dessen Fähigkeiten zu ermitteln. Als sich zeigte, dass das Gerät mit relativ hoher Reichweite für die Entdeckung großer Schiffe, aufgetauchter U-Boote aber auch Flugzeuge geeignet war und die deutschen Hersteller nichts vergleichbares anbieten konnten, erhielt C. Lorenz den Auftrag, ein System mit ähnlichen Eigenschaften zu entwickeln. Ab 1942 war es als FuG 200 „Hohentwiel“ verfügbar. Unter diesem Namen hatte das Unternehmen schon im Jahr 1938 ein Radargerät vorgestellt, aber damals in der Ausschreibung gegen das „Würzburg-Gerät“ von Telefunken verloren. 1943 erhielt Lorenz den Folgeauftrag, das Hohentwiel für einen Einsatz auf U-Booten anzupassen. Im Anschluss war es als „Hohentwiel U“ auch bei der Kriegsmarine auf zahlreichen U-Booten, vor allem der U-Boot-Klasse VII und IX, aber auch auf Wachschiffen und Vorpostenbooten im Einsatz.

### Nach dem Zweiten Weltkrieg
Bei Kriegsende 1945 waren wesentliche Anlagen zerstört. Acht der insgesamt zwölf Betriebsstätten lagen in der Sowjetischen Besatzungszone und wurden teilweise nach Einnahme durch die Rote Armee demontiert und in die Sowjetunion verbracht. Die C. Lorenz AG, Leipzig (in Verwaltung) produzierte noch Radiogeräte bis 1947. Der VEB Elektro-Feinmechanik Mittweida (ELFEMA), als Nachfolgebetrieb des dortigen Lorenz-Standorts, gab die Produktion von Rundfunkempfängern, Verstärkern und Transformatoren in den Jahren 1948/49 auf. Stattdessen spezialisierte man sich am gleichen Standort ab 1950 auf die Herstellung von Uhren. Eine Ausnahme bildete das Röhrenwerk Mühlhausen in der Eisenacher Straße 40: Die Maschinen waren während der kurzen Zeit der US-amerikanischen Besetzung Thüringens abgebaut und nach Westen transportiert worden, wo sie den Grundstock für das neue im Februar 1946 gegründete Röhrenwerk in Esslingen am Neckar bildeten. Nach zwischenzeitlicher Nutzung als Getreidelager wurde 1952 im ehemaligen Lorenz-Röhrenwerk Mühlhausen mit Gerätschaften aus dem VEB Stern-Radio Berlin (ehemals Opta-Radio in Berlin-Weißensee, ab 1948 Phonetika Radio) die Röhrenproduktion wieder aufgenommen. Im VEB Röhrenwerk Mühlhausen fertigten überwiegend ehemalige Lorenz-Mitarbeiter bereits im ersten Jahr wieder 200.000 Röhren. Das Werk gehörte ab 1971 als VEB Mikroelektronik „Wilhelm Pieck“ Mühlhausen schließlich zum Kombinat Mikroelektronik Erfurt.
Teile der ehemaligen Entwicklungsabteilung für Dezimetergeräte von C. Lorenz bildeten die Grundlage für eine Weiterentwicklung der Richtfunktechnik in Radeberg. Der sowjetische Betrieb Pribor (deutsch: Gerät) bezog ein leerstehendes Gebäude des Sachsenwerks in Radeberg und ließ dort das 12-Kanal-Richtfunkgerät „RVG 902“ entwickeln. In der Folgezeit unterstützte Radeberg den Aufbau des Fernsehens der Deutschen Demokratischen Republik mit der Produktion von Fernsehgeräten und Richtfunktechnik zur Übertragung der Bild- und Tonsignale vom Studio zu den Sendern. Als Teil der 1956 gegründeten VEB RAFENA-Werke Radeberg zählte der Bereich Richtfunktechnik ab 1969 zum Kombinat Robotron.
Für das übrige Unternehmen in den drei westlichen Besatzungszonen stellte sich der Hauptsitz in Berlin als Nachteil heraus. Die Demontage der nicht durch Kämpfe zerstörten Kapazitäten erfolgte hier besonders intensiv und wird als Durchschnitt der im Westteil gelegenen Unternehmen auf rund 67 % geschätzt. Zum anderen war die Berlin-Blockade im Juni 1948 eine einschneidende Behinderung der West-Berliner Wirtschaft, da der Güterverkehr mit den westlichen Besatzungszonen unterbrochen worden war. Darüber hinaus war das Unternehmen durch sehr hohe Schulden belastet. Forderungen gegen das Deutsche Reich in Höhe von 75 Mio. Reichsmark waren untergegangen. Auf der anderen Seite wurden Bankkredite über 70 Mio. Reichsmark, die man zur Finanzierung der Reichsaufträge aufgenommen hatte, im Verhältnis 10:1 auf Deutsche Mark umgestellt, auf die auch schon Zinsen aufgelaufen waren. Die Muttergesellschaft ITT ermöglichte einen schnellen Neubeginn, indem sie ihre sämtlichen deutschen Töchter nach Stuttgart-Zuffenhausen verlegte und notwendige Kapitalerhöhungen durch Zahlung in US-Dollar übernahm.
Wie schon bei der Reichspost, gelang es dem Unternehmen auch bei der Deutschen Bundespost als „Amtsbaufirma“ bei öffentlichen Aufträgen berücksichtigt zu werden. Unter anderem war C. Lorenz Lieferant der Bundespost für Richtfunktechnik und ab 1950 gemeinsam mit der Telefunken für den Aufbau der Fernsehübertragungssysteme im 2-GHz-Bereich verantwortlich.
Die Tochtergesellschaft G. Schaub wurde 1954 auf die C. Lorenz AG verschmolzen, obwohl in dieser Zeit eigentlich umgekehrt die Tochter G. Schaub den Radiovertrieb für ihre Muttergesellschaft mit übernommen hatte und die Radioproduktion, die ganz wesentlich am Schaub-Standort Pforzheim erfolgte, den mit Abstand größten Beitrag zum Umsatz der ersten Nachkriegsjahre geliefert hatte. Im Jahr 1946 lag der Anteil bei 35 %, 1948 sogar bei 70 % des Gesamtumsatzes. Ab 1951 wurden sämtliche Heimempfänger bei G. Schaub entwickelt, gefertigt und vertrieben. Nach der Verschmelzung der Unternehmen ab 1955 erhielten Rundfunk- und Fernsehgeräte den Markennamen „Schaub-Lorenz“. Lediglich zehn Kofferradios wurden noch bis 1957 allein unter dem Namen Lorenz vermarktet. Einen zunehmenden Teil seines Umsatzwachstums in dieser Zeit verdankte das Unternehmen dem Export. Bis 1955, zur Jubiläumsfeier des 75-jährigen Bestehens, kletterte der Exportanteil bei Rundfunkgeräten auf etwa 18 %, bei Fernsehgeräten waren es sogar 35 %. Zu diesem Zeitpunkt verfügte das Unternehmen über Werke in Berlin, Stuttgart, Esslingen am Neckar, Landshut und Pforzheim mit zusammen etwa 8000 Beschäftigten.
Im Jahr 1958 legte ITT ihre Töchter C. Lorenz AG und Standard Elektrik AG in die neu gegründete Standard Elektrik Lorenz AG (SEL) zusammen. Die Standard Elektrik AG hatte ihren Namen erst 1956 erhalten. Sie war aus der Standard Elektrizitäts-Gesellschaft (SEG) hervorgegangen, der bisherigen Finanz- und Führungsholding der ITT in Deutschland, auf die man nach deren jeweiligem Umzug von Berlin nach Stuttgart die seit den 1930er Jahren parallel zur C. Lorenz weitergeführten Tochterunternehmen Mix & Genest und Süddeutsche Apparatefabrik (SAF) verschmolzen hatte.

### Nachfolgeunternehmen
Im Dezember 1986 einigte sich die französische Compagnie Générale d’Electricité (CGE) mit der ITT, ihre jeweiligen Telekommunikationsbereiche in ein neues Unternehmen zu überführen. CGE übernahm daraufhin zahlreiche bislang von ITT gehaltene Beteiligungen, darunter auch SEL, und gründete Alcatel N.V. mit Sitz in den Niederlanden. Dementsprechend erhielt im Jahr 1993 die deutsche Tochter den Namen Alcatel SEL. Mit der Bildung des in Frankreich börsennotierten Alcatel-Lucent-Konzerns im Jahr 2006 firmierte die Alcatel SEL AG in Alcatel-Lucent Deutschland AG um. Die Namen SEL und Lorenz wurden seither nicht mehr verwendet.
Mit der erfolgreichen Übernahme der Alcatel-Lucent durch Nokia und der Fusion beider Telekommunikationsausrüster zum 14. Januar 2016 wurde auch die deutsche Tochter ein Teil des finnischen Konzerns. Deren Name wurde zwar bei Alcatel-Lucent Deutschland belassen, aber der neu gebildete Mutterkonzern kündigte an, am Weltmarkt in Zukunft einheitlich unter seinem finnischen Firmen- und Markennamen aufzutreten. Im August 2017 gingen die Reste des Unternehmens in der Nokia Solutions and Networks GmbH & Co. KG auf.

## Produkte
Das „Arbeitsprogramm“ (aus dem Jahr 1955):
- Sender für Nachrichtenverkehr, Rundfunk und Fernsehen
- Empfänger für Nachrichtenverkehr, Rundfunk und Fernsehen
- Antennen und Antennenanlagen für alle Frequenzbereiche
- Funksprechgeräte für ortsfesten, fahr- und tragbaren Einsatz
- Richtfunkverbindungen für Nachrichtenverkehr mit Mehrfachausnutzung im UKW- und im DMW-Betrieb
- Navigationsanlagen für Nah- und Fernnavigation
- Fernschreiber, Lochstreifen- und Blattschreiber, Handlocher, Druckende Empfangslocher
- Fernschreibvermittlungen, Hand- und Fernschreib-Wahlämter, Ruf- und Signalmaschinen, Zeittaktgebereinrichtungen
- Wechselstrom-Telegrafieanlagen zur Mehrfachausnutzung von Draht- und Funk-Verbindungen
- Trägerfrequenzanlagen zur Mehrfachausnutzung von Funkanlagen
- Münzfernsprecher, Ortsmünzfernsprecher, Netzgruppen-Münzfernsprecher
- Verstärker, Tonfilmverstärker, Tonlampengleichrichter
- Eisenbahnsicherungsanlagen, Gleisbildstellwerke für Voll- und Industriebahnen
- Lautsprecher und Lautsprecherkombinationen
- Empfänger- und Verstärkerröhren
- Bildröhren für Fernsehempfänger
- Steuerquarze für Steuerstufen hoher Konstanz
- Hochfrequenz-Schweißgeneratoren, Hochfrequenz- und Wärmeimpulsanlagen für Kunststoffschweißung
- Fotozellensteuerungen, Verstärker, Fotozellen und Lichtköpfe
- Elektromedizinische Geräte, Hochfrequenztherapie- und Reizstromgeräte
- Elektromaschinen, Kleinmotoren, Umformer, Gebläse
- Bauelemente für Rundfunk, Fernseh- und Phonotechnik

Produkt-Fotos
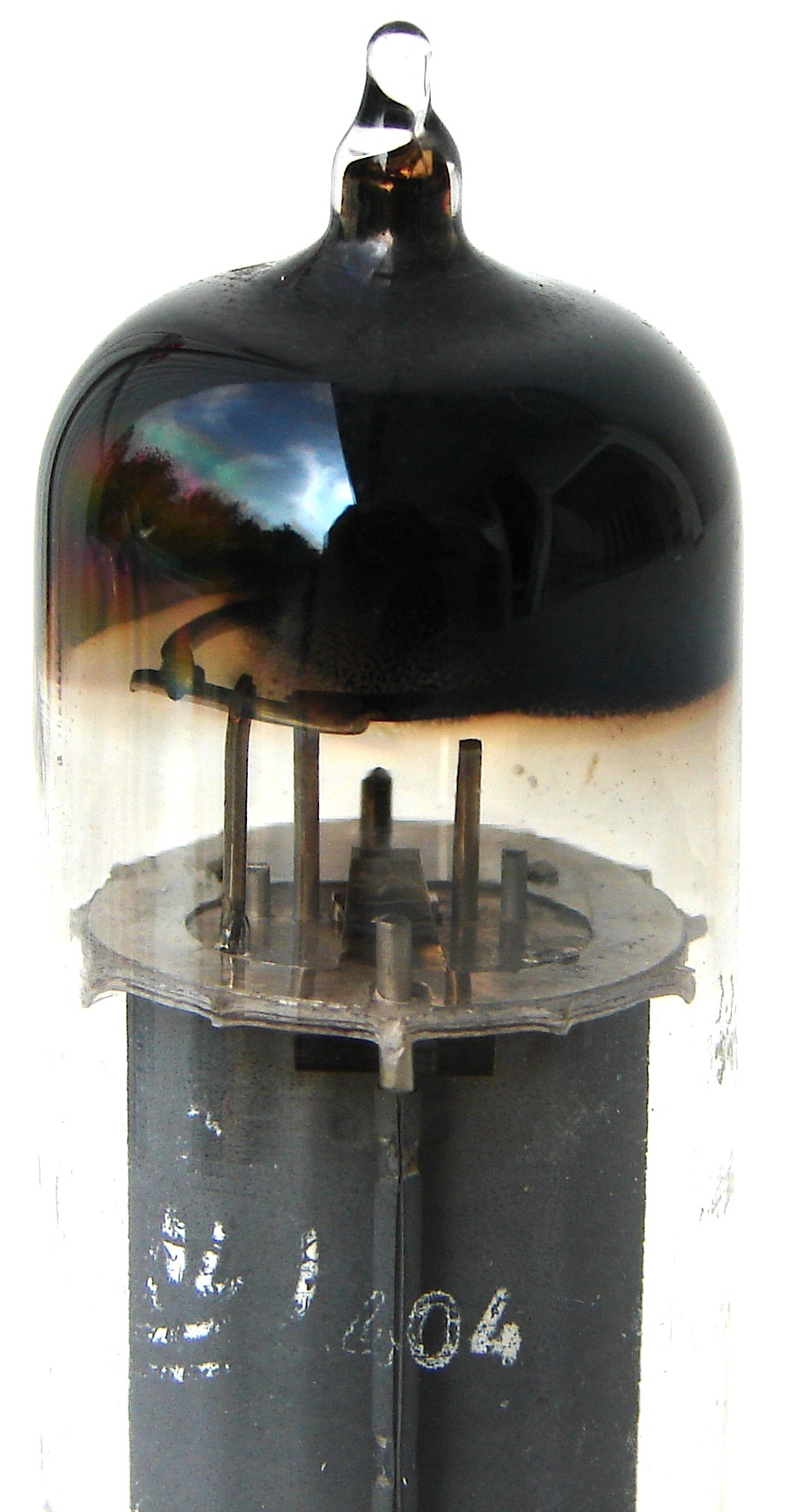
Elektronenröhre EL84
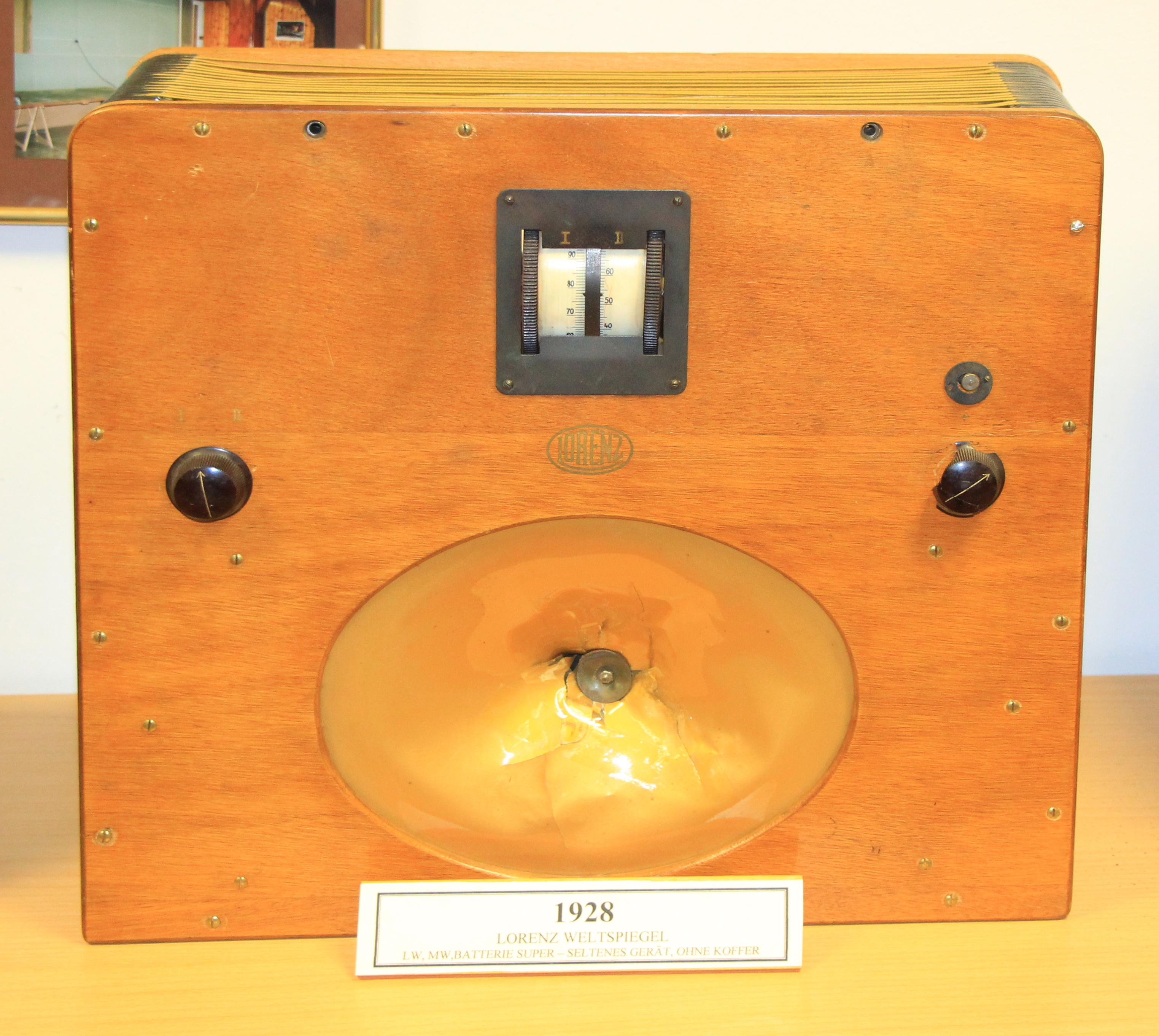
Rundfunkempfänger Lorenz „Weltspiegel“ von 1928 (aus der Sammlung des Stadtmuseums Traiskirchen)
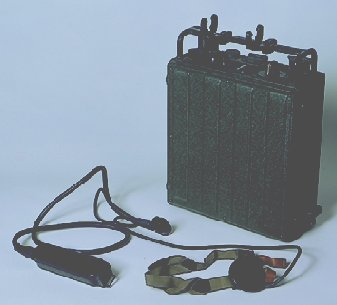
Funksprechgerät FuG 1 oder Lorenz „Kl 4“ für BOS-Funk ab 1952
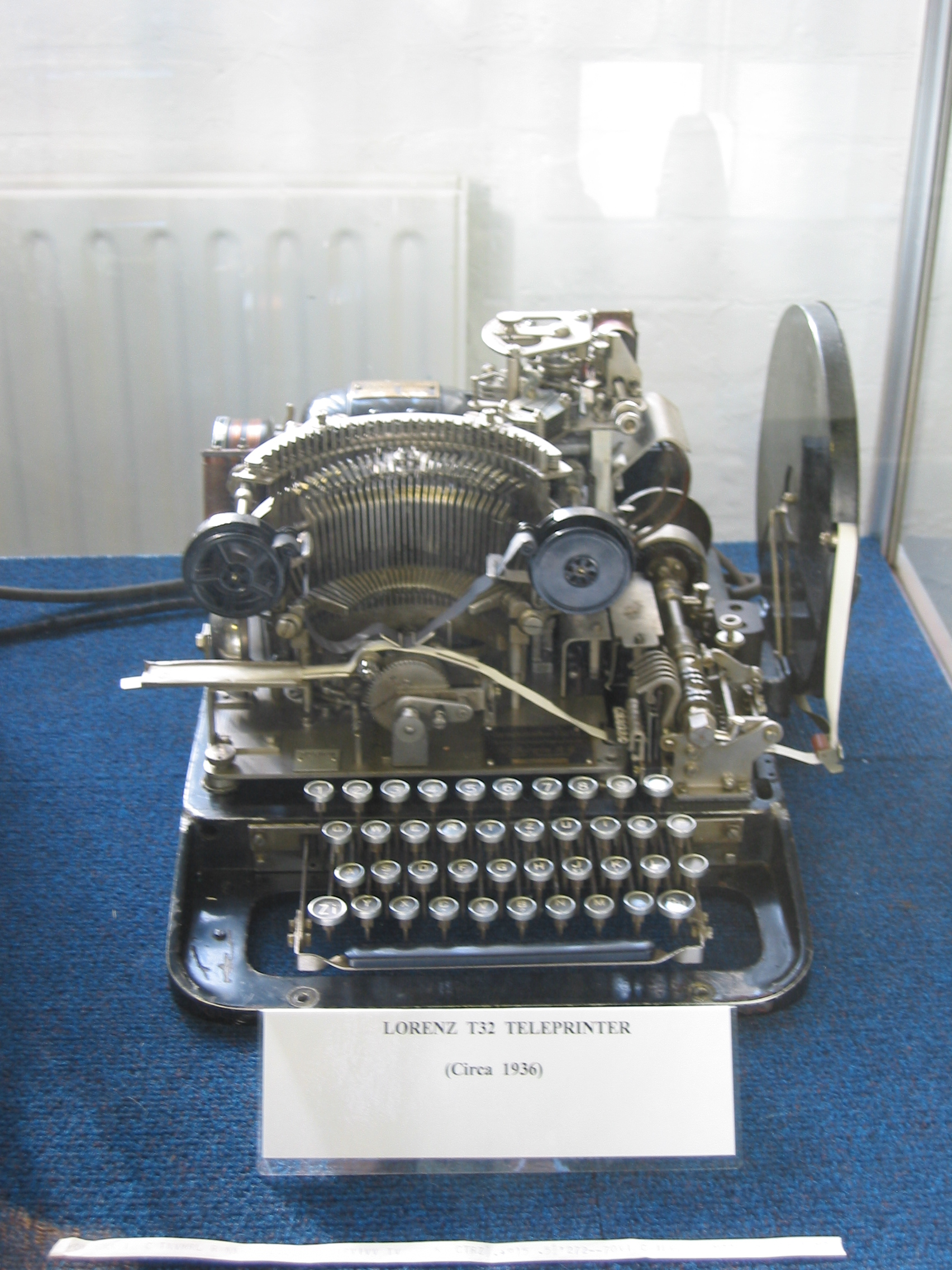
Lorenz T32, Streifenfernschreiber
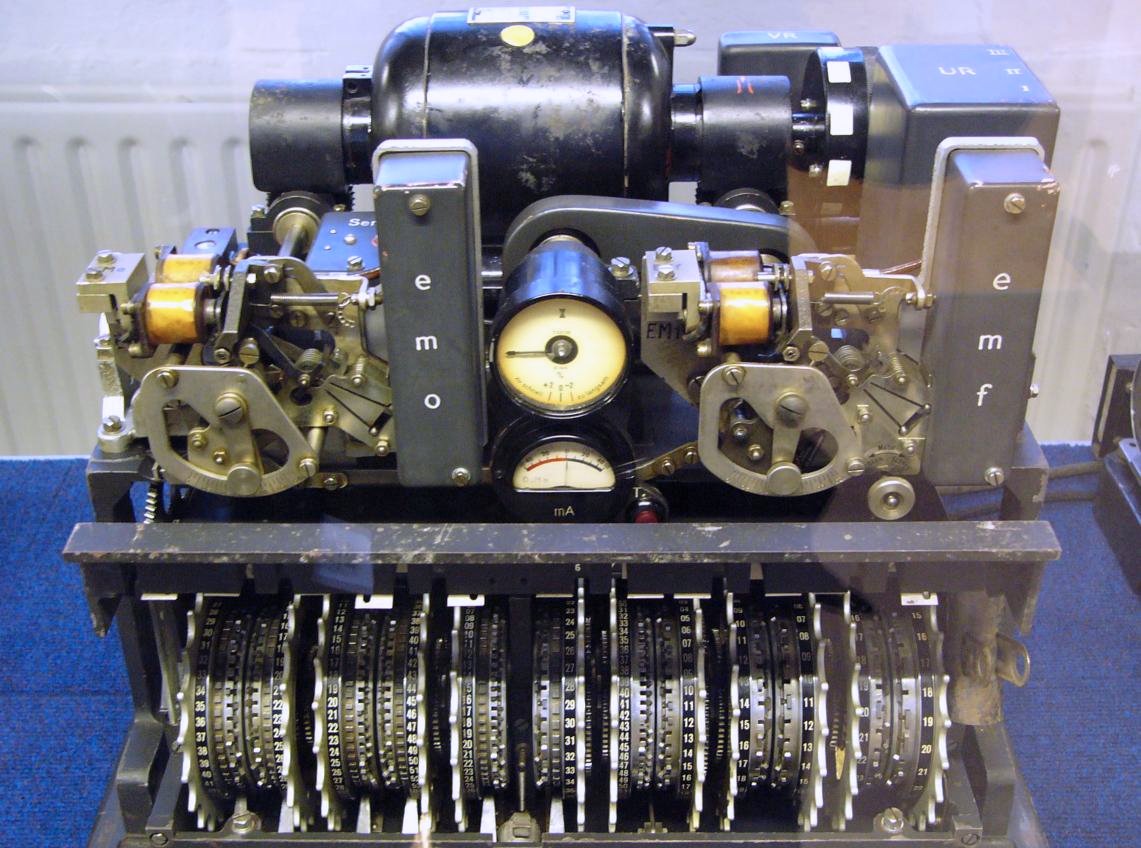
Lorenz-Schlüsselmaschine SZ42, Fernschreiber mit Verschlüsselung
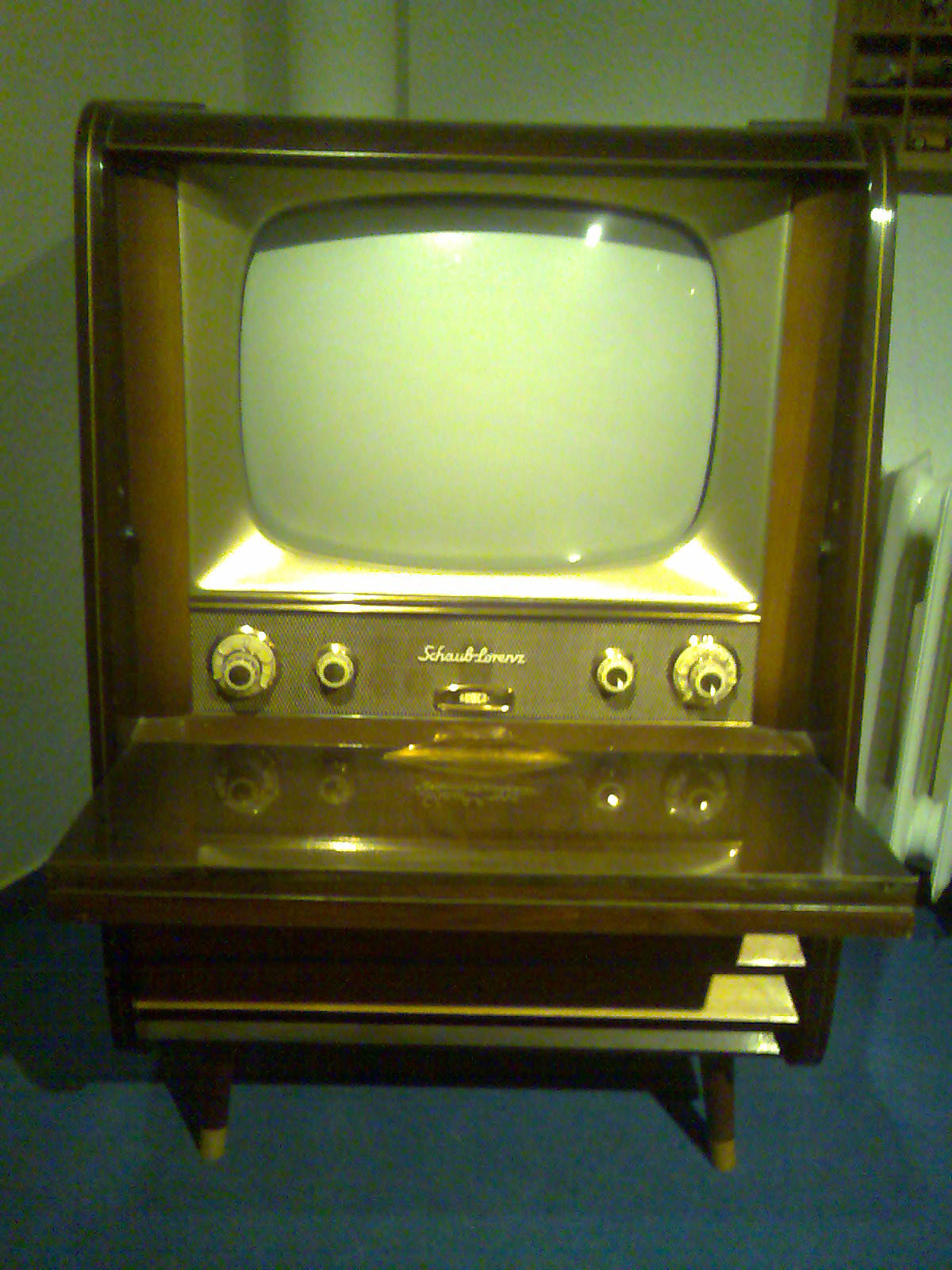
Fernseh-Standgerät Illustraphon 743 mit 43 cm-Bildröhre, 1957/58

## Sendeanlagen mit Lorenzbeteiligung
- Funkerberg
- Funkstation am Herzogstand
- Goliath (Funk)
- Überseesender Eilvese
- Versuchsfunkstelle Eberswalde